# Bataille d'Adoua
Vous lisez un « article de qualité » labellisé en 2009.
Première guerre italo-éthiopienne
Batailles
La bataille d'Adoua se déroule près du village d'Adoua, au cœur de la région du Tigré, dans le nord de l'Éthiopie, le 1er mars 1896. Elle oppose les forces de l'Empire éthiopien du negusse negest Menelik II à celles du royaume d'Italie dirigées par le colonel Baratieri. Elle conclut, par la victoire des Éthiopiens, la première guerre italo-éthiopienne et clôt une fin de XIXe siècle marquée par diverses tentatives de pénétration en Éthiopie menées par plusieurs puissances (États européens, Empire ottoman).
L'Italie est alors dirigée par un gouvernement d’alliance entre Francesco Crispi et la droite ; l'Éthiopie termine une période de conquête des régions méridionales et des basses terres, et de réorganisation intérieure. Le rôle dans la bataille des populations nouvellement intégrées à l’empire contribue à la constitution de l’unité nationale éthiopienne moderne.
La bataille d'Adoua met fin à la première guerre italo-éthiopienne débutée en 1895, à la suite de la contestation du traité de Wuchale par Menelik II. Le royaume d'Italie limite alors ses ambitions coloniales dans la Corne en signant le 26 octobre 1896 le traité d'Addis-Abeba qui abroge celui à l'origine du conflit.
Cette bataille est importante par plusieurs aspects. En plein partage de l'Afrique, elle constitue une victoire définitive d’une nation africaine face à un pays européen. Elle assure un prestige international à l'empire éthiopien et à Menelik II, aussi bien auprès des peuples d'Afrique que des mouvements anti-ségrégationnistes des États-Unis et anti-colonialistes d’Europe. En Éthiopie, la bataille d'Adoua garantit le maintien de l’indépendance et demeure un symbole de l’unité nationale. Elle est aujourd'hui encore célébrée chaque année, le 2 mars, jour de fête nationale.

## Contexte

### Le contexte colonial dans la Corne de l’Afrique

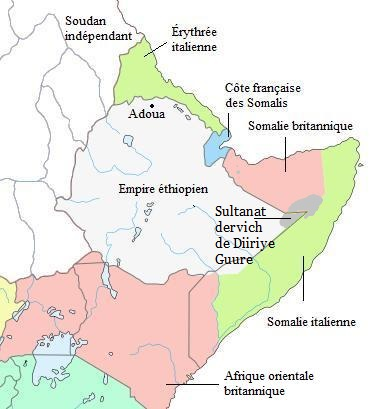
La Corne de l'Afrique en 1896, avant Adoua (frontières actuelles).
Territoires italiens
Territoires français
Territoires britanniques
Territoires allemands
Territoires belges

Durant la seconde moitié du XIXe siècle, les puissances européennes colonisent la plus grande partie du continent africain. Les forces impérialistes subissent parfois des défaites, comme à la bataille d'Isandhlwana en 1879 pour les Britanniques, mais aucun de ces revers n'entraîne l'abandon des ambitions coloniales occidentales.
Avec l’ouverture du canal de Suez en 1869, la Corne de l'Afrique occupe une place stratégique et la région attire toutes les convoitises.
Le Royaume d'Italie, qui achève son unité en 1871, entre relativement tard dans la course à l'Afrique ; il s'implante en Afrique de l'Est le 15 novembre 1869, lorsque la Società di navigazione Rubattino achète la baie d'Assab au sultan local,. Le 5 juillet 1882, le gouvernement italien prend le contrôle du port d'Assab par décret puis, trois ans plus tard, du port de Massoua et s'étend vers l'intérieur ; la colonie d'Érythrée est formée le 1er janvier 1890. Durant les années 1880, l'Italie acquiert également divers territoires sur la côte du Benadir auxquels elle impose un protectorat le 3 août 1889. Elle cherche ensuite à accroître son influence en envahissant l'Éthiopie en 1895-1896.
De leur côté, les Britanniques occupent Zeilah et Berbera en 1885. Par ailleurs, la Grande-Bretagne tente de développer son implantation en Égypte et ambitionne de contrôler l'ensemble du bassin du Nil. En 1896, au Soudan voisin, les mahdistes résistent toujours à l'envahisseur britannique mais finissent par céder en 1898 ; la même année, la France développe ses positions djiboutiennes.
En Éthiopie, le XIXe siècle voit se succéder les conflits avec les puissances limitrophes, qui donnent lieu à plusieurs engagements, notamment les batailles de Gundet (1875) et de Gura (1876), au cours de la guerre égypto-éthiopienne, et la bataille de Metemma en 1889.

### Le contexte économique d'une réorganisation intérieure de l’empire éthiopien

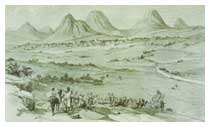
Adoua vue de la route vers Axoum, 1895.

Dans ce contexte de conflits incessants au cours du XIXe siècle et dans la perspective de leur multiplication, Menelik II procède à une réorganisation intérieure de l'empire dans la décennie qui précède Adoua. Une plus forte centralisation de l'État apparaît, les méthodes d'estimation des capacités agricoles se développent, la taxation du travail paysan s'alourdit, l'économie est plus directement reliée aux besoins des militaires, le ravitaillement des armées est revu, préparant le pays à une prolongation de la période de conflit. L'efficacité de cette nouvelle structuration économique explique notamment comment l'empire éthiopien a pu mobiliser dans les années qui précèdent la bataille Adoua, au cours de plusieurs conflits successifs, une armée d'une centaine de milliers d'hommes, et subvenir à son entretien et à son ravitaillement dans un terrain aussi escarpé que la région du Tigré.
L'ancien système foncier (rist gult), qui prévalait depuis le XVIe siècle, est essentiellement un système de propriété communale des terres, où les taxes foncières sont sous contrôle privé ou familial et sont perçues par le gultgegna. Il présente l'avantage essentiel de rendre impossible le phénomène des paysans sans-terre. Dans ce cadre, les armées comptent quelques dizaines de milliers d'hommes seulement.
Les limites de ce système commencent à apparaître au XIXe siècle, face à l'accroissement de la présence coloniale autour de l'empire éthiopien (les troupes impériales sont mobilisées dix-huit fois sous le règne de Téwodros II, plus de trente-et-une fois sous celui de Yohannes IV) et à l'ampleur des moyens financiers des puissances européennes. Ainsi, les troupes italiennes disposent d'un armement toujours plus moderne et du soutien financier accru de l'État : l'armée italienne reçoit notamment une dotation de vingt millions de lires l'année précédant Adoua dans le but d'éviter que ne se reproduise la défaite d'Amba Alagi.

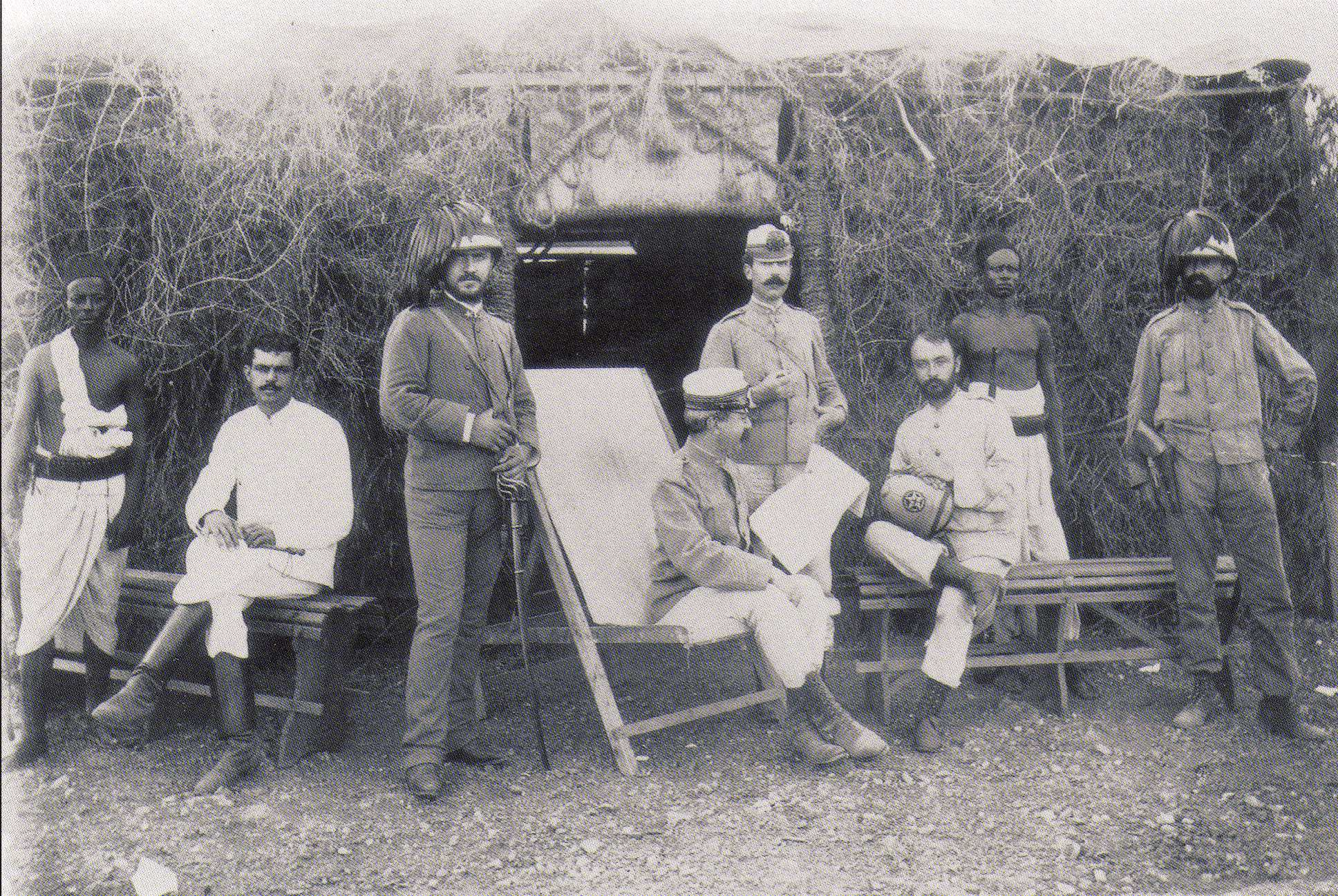
Le colonel Baratieri (assis) et son état-major, Saati, Érythrée, 1888.

Le nouveau système de taxation (gebbar maderia), diffère qualitativement de celui existant sous le règne des prédécesseurs de Menelik par les soldes aux armées, l'administration des revenus et l'approvisionnement des troupes. Il est beaucoup plus fortement centralisé, le taux de taxation est directement relié aux besoins militaires en se fondant sur la mesure des besoins d'un soldat ordinaire, et le soldat, devenu propriétaire, devient directement responsable de son propre ravitaillement. Dès lors, les taxes foncières passent sous l'administration directe des ras et constituent la source de revenu la plus importante de l'armée impériale.
Cette forme de taxation sécurise les soldes des armées et facilite une mobilisation accrue à la fois de la paysannerie et des ras locaux. Le système contrôlé directement par l'État se révèle en outre beaucoup plus flexible (facilitant le transfert des ressources d'une région à l'autre), et permet une élévation considérable des revenus de l'empire éthiopien, accrus par l'intégration récente des régions du sud de l'actuelle Éthiopie.
En parallèle, d'autres innovations permettent d'accroître les revenus de l'empire éthiopien :
- en 1894 est mise en place une forme de taxation universelle, la taxe Asrat[11], qui s'applique aussi bien aux nobles locaux qu'aux soldats et aux propriétaires ;
- depuis les années 1880, dans une période de développement du commerce international des puissances coloniales, la taxation des droits de douanes à l'import-export assure à l'État des revenus réguliers[11].

Au total, on peut estimer à 995 178 thalers de Marie-Thérèse d'Autriche ($TMT) les sommes dont dispose l'empire de Menelik II, un revenu d'une ampleur totalement nouvelle. Tsegaye Tegenu fait remarquer qu'en négligeant l'importation de l'artillerie, on peut estimer que la mobilisation d'une centaine de milliers de fusils et de cinq millions de cartouches à Adoua, montre que l'empire a pu investir à cette époque pour plus d'un million de $TMT dans la bataille.
Dans le cadre de l'ancien système de taxation (rist gult), la capacité de mobilisation de l'empire éthiopien peut être estimée à trente mille hommes ; les moyens déployés par l'Italie auraient pu suffire dans ces conditions. La restructuration intérieure de l'empire éthiopien a sans doute contribué à ce que le commandement italien ait sous-estimé l'armée que les troupes de Baratieri affronteront à Adoua.

### Les relations diplomatiques avec l’Italie: le traité de Wuchale

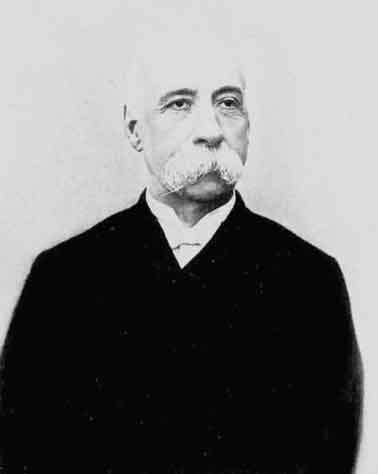
Francesco Crispi, président du conseil du royaume d’Italie de 1893 à 1896.

Les relations entre l'empire éthiopien et l'Italie sont initialement cordiales ; un traité d'amitié et de commerce est signé en mai 1883. Un traité d'amitié et d'alliance s'y substitue en octobre 1887, puis un traité signé dans le village de Wuchale, dit de paix perpétuelle et d'amitié, le 2 mai 1889. Ce dernier, signé deux mois après le décès de Yohannes IV, concède des avantages notables aux deux parties : aussi bien envers Menelik II, qui cherche à légitimer son accession au trône, qu'envers les Italiens qui consolident leurs positions dans la Corne de l'Afrique, notamment dans la région des hauts plateaux tigréens d'Hamassen. Un des articles du traité, l'article 17, joue un rôle décisif dans la suite des événements. En effet, les deux versions du traité, l'une en amharique, la seconde en italien, diffèrent dans leur traduction : si dans la version éthiopienne, l'empire éthiopien se réserve la faculté de se servir des agents du gouvernement italien pour ses relations avec les puissances européennes, la version italienne rend ce recours obligatoire, plaçant de fait l'Éthiopie sous protectorat italien.
Le 11 octobre 1889, Francesco Crispi, ministre italien des affaires étrangères, informe les représentants italiens à l'étranger, qu'en vertu de l'article 34 de l'acte général de la conférence de Berlin et de l'article 17 du Traité de Wuchale, il est convenu que « Sa Majesté le Roi d'Éthiopie fasse usage de Sa Majesté le Roi d'Italie pour la conduite de toutes les affaires qu'il pourrait avoir avec les autres Puissances ou Gouvernements ». La référence à la conférence de Berlin indique clairement aux puissances européennes la mise sous protectorat de l'Éthiopie, ce que les autres puissances coloniales ne contestent nullement.
L'affaire n'est connue en Éthiopie que le 14 décembre 1889, lorsque, recevant une réponse des gouvernements anglais et allemand à l'une des requêtes, ceux-ci répondent à Menelik II qu'ils ne peuvent accepter de communication directe provenant d'Éthiopie. La manipulation est dénoncée dans une lettre de Menelik II au roi Humbert Ier d'Italie le 22 septembre 1890. Menelik II met alors fin à tout lien d'intérêt unissant l'Éthiopie à l'Italie en remboursant les crédits accordés par l'Italie, négociés par le ras Makonnen, et commence par rembourser le prêt de deux millions de lires accordé. Prenant avantage des délais inhérents aux relations diplomatiques, Menelik II fait importer de grandes quantités d'armes à feu de France, de Russie et de Belgique.
Le traité de Wuchale est dénoncé le 12 février 1893. Le lendemain, une lettre écrite aux puissances européennes informe que l'Éthiopie rejette toute forme de protectorat,.

### Déclenchement du conflit et affrontements armés jusqu’à Adoua

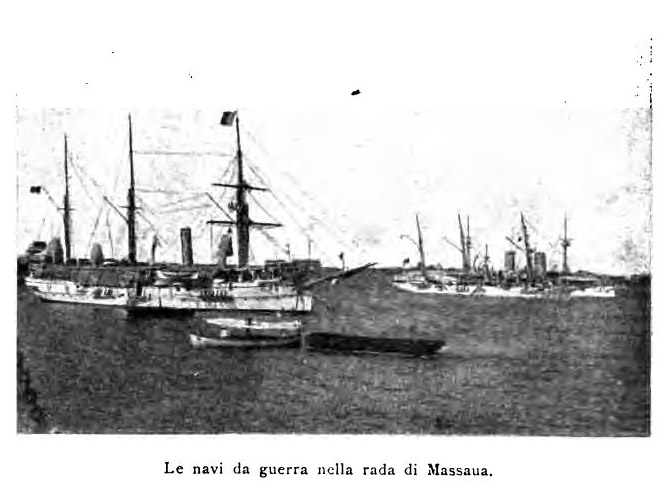
Navire de guerre italien dans la rade de Massaoua

En cette même année 1893, en Italie, l’ancien ministre des affaires étrangères, Francesco Crispi, devient Premier ministre. Le pays traverse une période de crise intérieure, résultant de révoltes paysannes et de mouvements sociaux grandissants. Crispi interdit toute organisation de forme socialiste et tout syndicat de paysans et de travailleurs, des milliers d'Italiens se retrouvent privés de leurs droits civiques. Durant l'année 1895, il dirige le pays d’une main de fer sans consulter le Parlement et est reconduit au pouvoir avec une large majorité.
Les affrontements entre l'Éthiopie et l'Italie qui suivent la dénonciation du traité, débutent à la fin de l'année 1894, lorsque Bahta Hagos, un Dejazmach d'Akkele Guzay en Érythrée, entre en rébellion contre l'ordre colonial. En janvier 1895, les Italiens engagent les hostilités à la bataille de Coatit contre le Ras Mengesha, gouverneur du Tigré, fils de Yohannes IV. À la suite de leur victoire, ils occupent une grande partie du Tigré, à Adigrat, Mekele et Amba Alagi.
Au cours d'une allocution devant la chambre italienne des députés le 29 juillet 1895, Francesco Crispi reçoit une « approbation cordiale » sur le budget des affaires étrangères à l'exception de l'extrême-gauche. Le projet est présenté comme visant à assurer « la sauvegarde des frontières italiennes et la paix ».

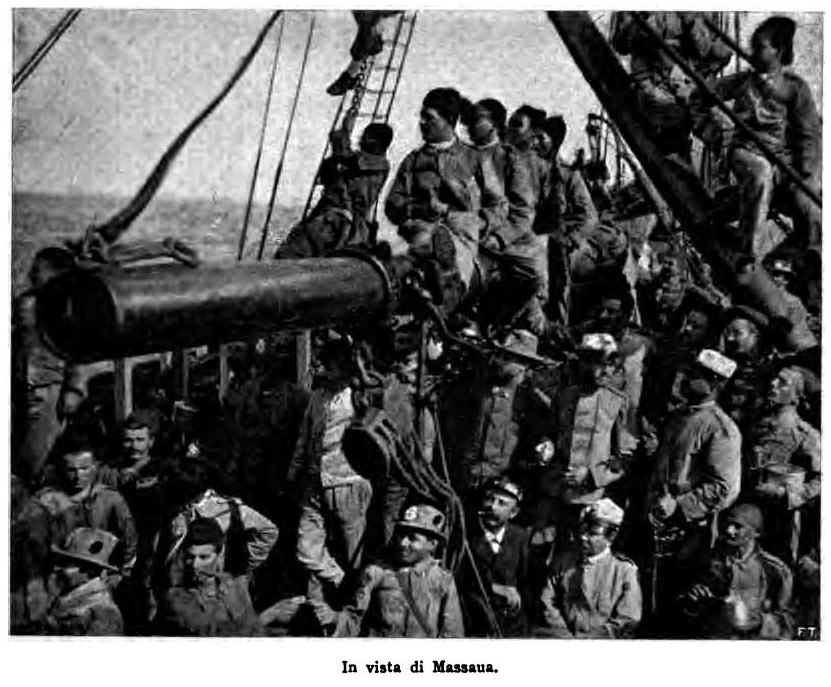
Troupes italiennes en route vers Massaoua.

En Éthiopie, un appel à la mobilisation générale contre les forces coloniales est lancé le 17 septembre 1895. En l'espace de deux mois, une centaine de milliers de soldats sont rassemblés en des points stratégiques du pays (Addis-Abeba, Were Ilu, Ashenge, et Mekele). Les forces éthiopiennes se dirigeant vers le nord du pays et la région du Tigré rencontrent une position fortifiée italienne, à Amba Alagi. Accompagné des troupes du Qegnazmach Tafesse, le Fitawrari Gebeyehu lance une attaque, désobéissant ainsi aux ordres. Le 7 décembre 1895, les forces italiennes et un renfort de cinq mille hommes sont chassés et mis en déroute. La poursuite de la marche vers les positions italiennes s'effectue alors dans l'anticipation constante d'un affrontement.
Une dépêche italienne publiée le 15 décembre 1895 montre que les Italiens ont connaissance de mouvements des troupes éthiopiennes qui progressent en deux colonnes : l'une dirigée vers Adoua sous les ordres du ras Alula et l'autre se dirigeant vers Asmara, forte de plus de cent mille hommes.

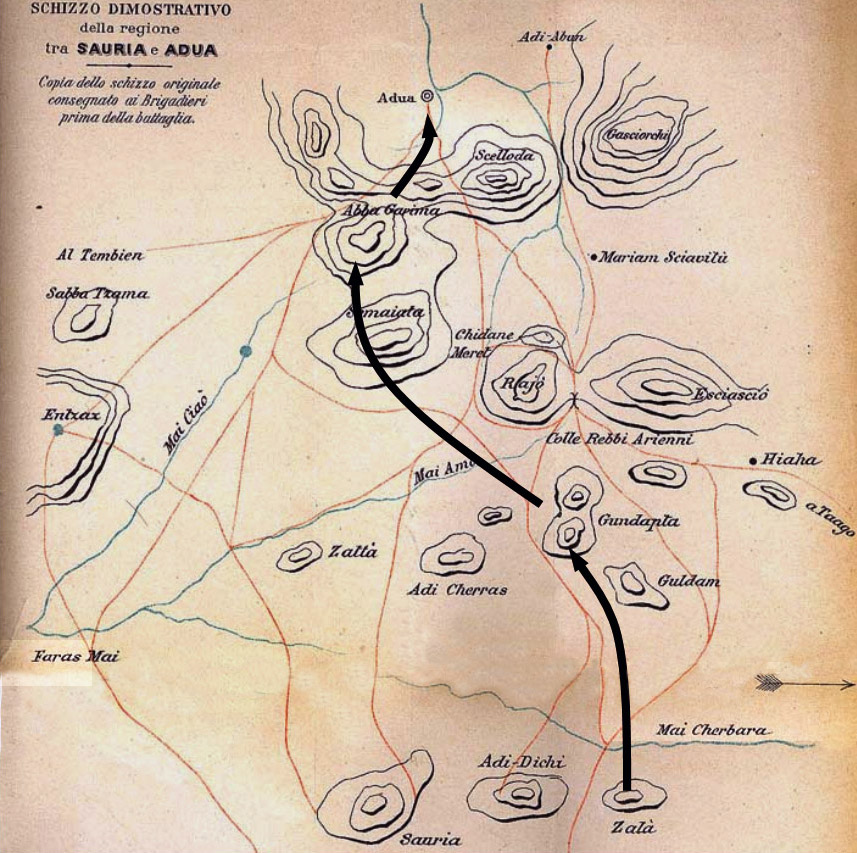
Progression des campements des troupes de Menelik II dans les jours qui précèdent la bataille d'Adoua.

Le 16 décembre 1895, le gouvernement italien annonce une augmentation du budget pour la campagne en Éthiopie de seize à vingt millions de lires sur les sept prévus initialement. Devant la Chambre des députés, l'opposition développe ses interventions visant à renverser le gouvernement, Francesco Crispi est fréquemment interrompu par les radicaux, à qui il reproche leur « comportement intempéré et anti-patriotique » ; le New York Times indique que les débats à l'assemblée sont « fortement agités ». Le même jour un navire italien quitte le port de Naples pour Massaoua avec à son bord un renfort de mille quatre cent soixante hommes ; la foule manifeste un « grand enthousiasme ». Au total entre le 16 décembre 1895 et le 6 février 1896, ont lieu à Naples vingt-quatre départs, correspondant à l'envoi d'un renfort de dix-sept mille deux cent trente-quatre hommes. En particulier, le général Dabormida est envoyé le 12 janvier 1896 à la tête d'une brigade d'infanterie pour soutenir les troupes de Baratieri.
Le 7 janvier 1896, les troupes des ras rencontrent une nouvelle fortification des Italiens à Mekele, capitale du Tigré. Les Éthiopiens encerclent la fortification qu'ils assiègent et canonnent pendant deux semaines, jusqu’à la reddition de l'ennemi le 21 janvier 1896.
Menelik II décide de contourner Adigrat. Les campements s'établissent successivement dans les villes d'Agula, Genfel, Hawzen, Harhar, WereA, Tsadiya, Zata, Gendebeta, Hamassen, Aba Gerima Gult, puis, début mars, à Adoua.
Le général Oreste Baratieri aperçoit les troupes de Menelik le 7 février 1896, mais ne déclenche pas l'offensive.
Furieux, Crispi envoie, le 28 février, un télégramme à Baratieri lui ordonnant d'engager le conflit,.

## Moyens et logistique des deux camps en présence

### Organisation stratégique

#### Du côté éthiopien
Dans l'optique générale de la première guerre italo-éthiopienne, l’action militaire éthiopienne repose sur une stratégie offensive fondée sur l’ouverture de deux fronts d’attaque afin de combattre les principaux regroupements de troupes avancés à l’intérieur du territoire national.
Le haut commandement éthiopien donne comme instruction d’éviter l’affrontement direct sur les positions ennemies. Il cherche à frapper l’ennemi en position avancée à l’intérieur de son territoire en visant le siège du gouvernement colonial à Hamassen. En particulier, à la suite de la victoire de Meqelé, Menelik II et ses troupes contournent la position d’Adigrat où se trouve rassemblé le gros des troupes italiennes. C’est sur la route vers Hammassen que l’armée est confrontée aux troupes italiennes.
Au cours de la bataille d'Adoua, l’armée éthiopienne joue sur la mobilité et les manœuvres plutôt que sur des formations linéaires et la coordination. Sa stratégie repose sur des combats brefs et rapides bénéficiant de l’utilisation de la cavalerie et des forces d’infanterie.

#### Du côté italien

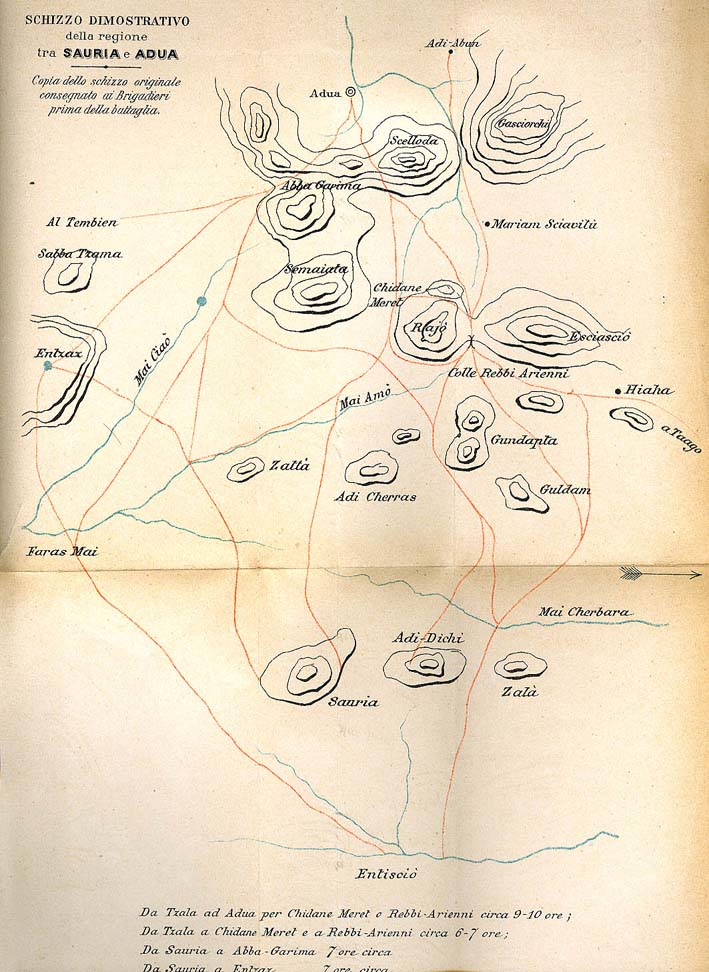
Carte délivrée aux généraux italiens avant la bataille (la carte est orientée vers l'ouest, la flèche à droite indique le nord)

Oreste Baratieri refuse initialement d'engager la bataille car il sait que les Éthiopiens sont nombreux et que leur maintien sur place ne peut durer longtemps. Toutefois, le gouvernement italien de Francesco Crispi ne peut tolérer le fait d'être mis en échec par une armée non-européenne et donne l'ordre à Baratieri de lancer l'offensive.
Les Italiens ont un plan opérationnel précis avant de lancer l'assaut à Adoua. Ce plan est schématisé sur une carte par Oreste Baratieri, commandant des forces italiennes. Le plan détaille les performances, les missions, les positions et les directions des principaux fronts ainsi que la durée d'accomplissement des manœuvres. Globalement, Tsegaye Tegenu note que ce plan néglige la capacité de regroupement et les opérations possibles des troupes éthiopiennes liées à une structure de commandement fortement flexible en cours de combat.
L'Italie prend l'initiative d'une attaque surprise à travers un engagement rapide des forces principales, en visant à la fois le cœur de la formation éthiopienne, ainsi que ses flancs.
La bataille d'Adoua correspond à un engagement des combats de type rencontre, c'est-à-dire qu'il correspond des deux côtés à un combat de type offensif alors que les deux formations ennemies progressaient l'une vers l’autre.

### Forces en présence

#### Les troupes italiennes
L'armée italienne, divisée en quatre brigades, compte dix-sept mille sept cents hommes et cinquante-six pièces d'artillerie. Toutefois, Harold Marcus considère que « plusieurs milliers » de soldats étant restés à l'arrière afin de garder les lignes de communication et de venir en renfort, le nombre de soldats effectivement présents du côté italien ne s'élève qu'à quatorze mille cinq cents. La brigade d'Albertone, dirigée par des officiers italiens, est constituée d'askaris (supplétifs) érythréens. Les trois autres brigades, dirigées par Dabormida, Ellena et Arimondi, sont composées de soldats italiens. Certains d'entre eux appartiennent à des unités d'élite dont les Bersaglieri, Alpini et Cacciatori mais la majorité sont des conscrits inexpérimentés.
Chris Prouty décrit ainsi l'état de l'armée italienne avant la bataille :

« Ils [les Italiens] avaient des cartes inadéquates, de vieux fusils, un équipement de communication médiocre et des chaussures inadaptées au sol rocailleux. (Les nouveaux Remington n'étaient pas disponibles car Baratieri, contraint de peu dépenser, voulait utiliser les anciennes cartouches.) Le moral était bas, les vétérans avaient le mal du pays et les nouveaux arrivants trop inexpérimentés pour avoir un « esprit de corps ». Il y avait une pénurie de mules et de selles. »

| \| Commandement \| Commandement \| Troupes sous commandement[26],[27] \| Troupes sous commandement[26],[27] \| Troupes sous commandement[26],[27] \| Troupes sous commandement[26],[27] \| \| Grade \| Nom \| Hommes[28],[29] \| Total \| Pièces d'artillerie[28],[29] \| Total \| \| Général \| Dabormida \| - 3e régiment d’infanterie du colonel Ragni : 1 310 - 6e régiment d’infanterie du colonel Airaghi : 1 330 - Bataillon Askari : 950 - Compagnie d’indigènes d’Asmara : 210 \| 3 800 \| - 2de brigade d’artillerie du colonel Zola - 5e groupe : 6 - 6e groupe : 6 - 7e groupe : 6 \| 18 \| \| Général \| Arimondi \| - 1er régiment du colonel Stevani - 1er bataillon Bersaglieri : 423 - 2d bataillon Bersaglieri : 350 - 2d régiment du colonel Brusati - 2d bataillon d’infanterie : 450 - 4e bataillon d’infanterie : 500 - 9e bataillon d’infanterie : 550 - 1re compagnie du 5e bataillon indigène : 220 \| 2 493 \| - 8e groupe : 6 - 11e groupe : 6 \| 12 \| \| Général \| Albertone \| - 1er bataillon Askari : 950 - 6e bataillon Askari : 850 - 7e bataillon Askari : 950 - 8e bataillon Askari : 950 - Troupes irrégulières : 376 \| 4 076 \| - 1re brigade d’artillerie du colonel De Rosa - 1er groupe indigène: 4 - 2d groupe indigène: 2 - Bataillon du colonel De Rosa - 3e groupe : 4 - 4e groupe : 4 \| 14 \| \| Général \| Ellena \| - 4e régiment d’infanterie du colonel Romero - 7e bataillon d’infanterie : 450 - 8e bataillon d’infanterie : 450 - 9e bataillon d’infanterie : 480 - 5e régiment du colonel Nava - Battaillon alpin : 550 - 15e bataillon d’infanterie : 500 - 16e bataillon d’infanterie : 500 - Demi-compagnie d’ingénieurs : 70 - 3e bataillon indigène du colonel Galliano : 1 150 \| 4 150 \| - - 1re batterie de tir rapide: 6 - 2de batterie de tir rapide : 6 \| 12 \| |              | |                            | |                            |
| Commandement | Commandement | Troupes sous commandement, | Troupes sous commandement, | Troupes sous commandement, | Troupes sous commandement, |
| Grade | Nom          | Hommes, | Total                      | Pièces d'artillerie, | Total                      |
| Général | Dabormida    | - 3e régiment d’infanterie du colonel Ragni : 1 310 - 6e régiment d’infanterie du colonel Airaghi : 1 330 - Bataillon Askari : 950 - Compagnie d’indigènes d’Asmara : 210 | 3 800                      | - 2de brigade d’artillerie du colonel Zola - 5e groupe : 6 - 6e groupe : 6 - 7e groupe : 6                                                                    | 18                         |
| Général | Arimondi     | - 1er régiment du colonel Stevani - 1er bataillon Bersaglieri : 423 - 2d bataillon Bersaglieri : 350 - 2d régiment du colonel Brusati - 2d bataillon d’infanterie : 450 - 4e bataillon d’infanterie : 500 - 9e bataillon d’infanterie : 550 - 1re compagnie du 5e bataillon indigène : 220                                                                             | 2 493                      | - 8e groupe : 6 - 11e groupe : 6 | 12                         |
| Général | Albertone    | - 1er bataillon Askari : 950 - 6e bataillon Askari : 850 - 7e bataillon Askari : 950 - 8e bataillon Askari : 950 - Troupes irrégulières : 376 | 4 076                      | - 1re brigade d’artillerie du colonel De Rosa - 1er groupe indigène: 4 - 2d groupe indigène: 2 - Bataillon du colonel De Rosa - 3e groupe : 4 - 4e groupe : 4 | 14                         |
| Général | Ellena       | - 4e régiment d’infanterie du colonel Romero - 7e bataillon d’infanterie : 450 - 8e bataillon d’infanterie : 450 - 9e bataillon d’infanterie : 480 - 5e régiment du colonel Nava - Battaillon alpin : 550 - 15e bataillon d’infanterie : 500 - 16e bataillon d’infanterie : 500 - Demi-compagnie d’ingénieurs : 70 - 3e bataillon indigène du colonel Galliano : 1 150 | 4 150                      | - - 1re batterie de tir rapide: 6 - 2de batterie de tir rapide : 6                                                                                            | 12                         |

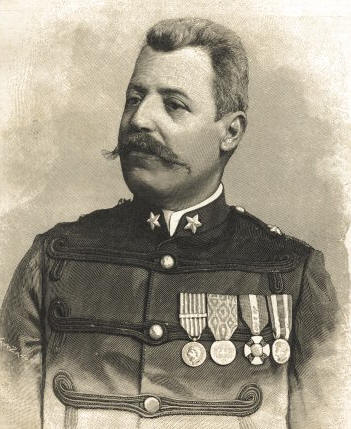
Giuseppe Galliano
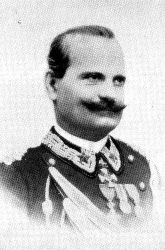
Vittorio Dabormida
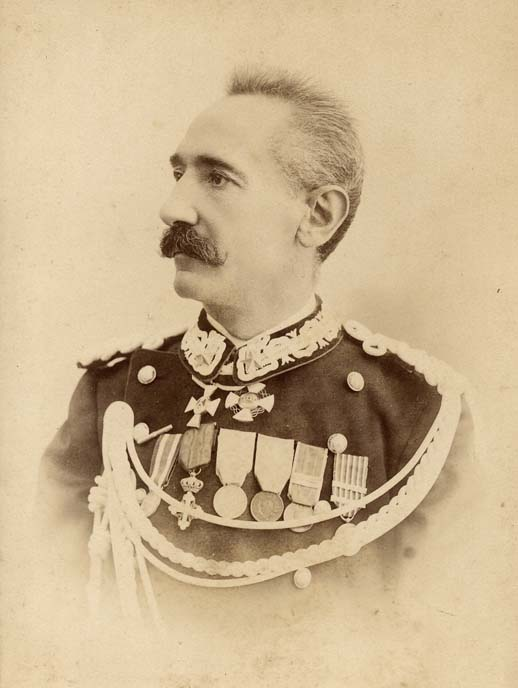
Matteo Francesco Albertone
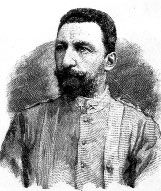
Giuseppe Arimondi

#### Les troupes éthiopiennes
Il n'y a pas de chiffre précis concernant les forces éthiopiennes présentes à Adoua. Les estimations vont de quatre-vingt mille à plus de cent mille hommes, la grande majorité armés de fusils dont une grande part à répétition achetés récemment en Italie avant la rupture des relations, France (Chassepot modèle 1866, Fusil Gras, quelques Lebel modèle 1886), Russie (Berdan), Belgique, Royaume-Uni (Martini-Henry). Par ailleurs, ils disposent de quarante-deux canons de diverses origines (certains à tir rapide britanniques, des canons de montagne et des Krupps capturés sur l'armée égyptienne) avec peu de munitions, des canons-revolvers dont six Hotchkiss 37 mm et des mitrailleuses Maxim.
Abebe Hailemelekot a établi une liste des forces et de leurs commandants respectifs, autour de laquelle plusieurs auteurs s'accordent. Dans son documentaire, Adwa : An African Victory, le réalisateur éthiopien Hailé Gerima présente également une liste de troupes et de commandants. Le détail de ces estimations est précisé dans le tableau suivant.
| \| Commandement \| Commandement \| Troupes sous commandement selon Abebe Hailemelekot[32] \| Troupes sous commandement selon Abebe Hailemelekot[32] \| Troupes sous commandement selon Haile Gerima[33] \| \| Titre de noblesse \| Nom \| Infanterie \| Cavalerie \| \| \| Negusse Negest \| Menelik II \| 30 000 \| 1 200 \| 34 000 à 38 000 \| \| Itege \| Taytu Betul \| 3 000 \| 6 000 \| 5 000 - 6 000 \| \| Ras (titre) \| Mekonnen Wolde Mikael \| 15 000 \| \| 15 000 à 16 000 \| \| Ras \| Mengesha Yohannes \| 12 000 \| \| 12 000 \| \| Ras \| Mikael \| 6 000 \| 10 000 \| 14 000 à 15 000 \| \| Ras \| Alula Engida \| 3 000 \| \| 4 000 \| \| Ras \| Mengesha Atikem \| 6 000 \| \| 6 000 \| \| Ras \| Wolle Betul \| 10 000 \| \| 6 000 à 7 000 \| \| Ras \| Darge \| 20 000 \| \| \| \| Grazmatch \| Benti \| 20 000 \| \| \| \| Qegnazmatch \| Mekonnen \| 20 000 \| \| \| \| Negus \| Tekle Haymanot Tessemma \| \| \| 5 000 à 6 000 \| \| Bejirond \| Balcha Safo \| \| \| 3 000 \| \| Fitawrari \| Habte Giorgis \| \| \| 3 000 \| \| Ras \| Wolde Giorgis \| 8 000 \| \| 6 000 à 8 000 \| |                         |                                                    |                                                    |                                              |
| Commandement | Commandement            | Troupes sous commandement selon Abebe Hailemelekot | Troupes sous commandement selon Abebe Hailemelekot | Troupes sous commandement selon Haile Gerima |
| Titre de noblesse | Nom                     | Infanterie                                         | Cavalerie                                          |                                              |
| Negusse Negest | Menelik II              | 30 000                                             | 1 200                                              | 34 000 à 38 000                              |
| Itege | Taytu Betul             | 3 000                                              | 6 000                                              | 5 000 - 6 000                                |
| Ras (titre) | Mekonnen Wolde Mikael   | 15 000                                             |                                                    | 15 000 à 16 000                              |
| Ras | Mengesha Yohannes       | 12 000                                             |                                                    | 12 000                                       |
| Ras | Mikael                  | 6 000                                              | 10 000                                             | 14 000 à 15 000                              |
| Ras | Alula Engida            | 3 000                                              |                                                    | 4 000                                        |
| Ras | Mengesha Atikem         | 6 000                                              |                                                    | 6 000                                        |
| Ras | Wolle Betul             | 10 000                                             |                                                    | 6 000 à 7 000                                |
| Ras | Darge                   | 20 000                                             |                                                    |                                              |
| Grazmatch | Benti                   | 20 000                                             |                                                    |                                              |
| Qegnazmatch | Mekonnen                | 20 000                                             |                                                    |                                              |
| Negus | Tekle Haymanot Tessemma |                                                    |                                                    | 5 000 à 6 000                                |
| Bejirond | Balcha Safo             |                                                    |                                                    | 3 000                                        |
| Fitawrari | Habte Giorgis           |                                                    |                                                    | 3 000                                        |
| Ras | Wolde Giorgis           | 8 000                                              |                                                    | 6 000 à 8 000                                |

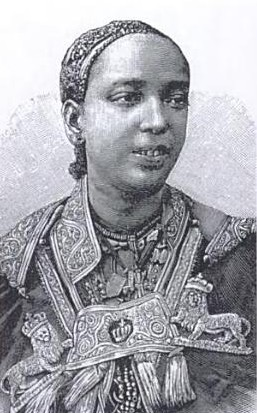
Taytu Betul
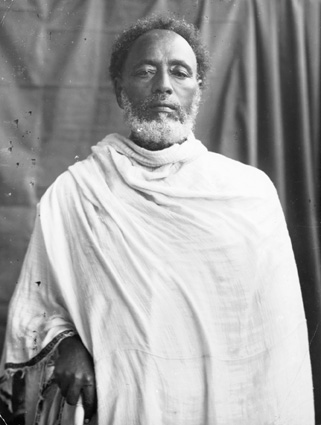
Mikaél du Wello
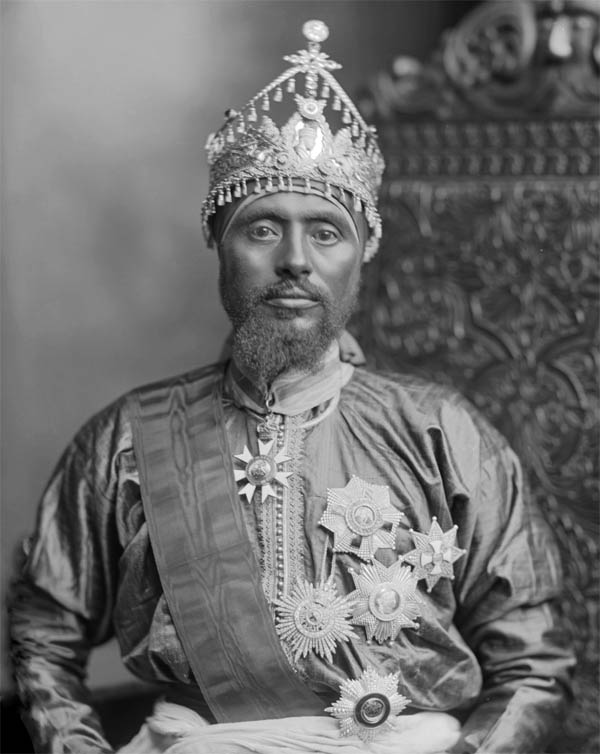
Mekonnen Wolde Mikael
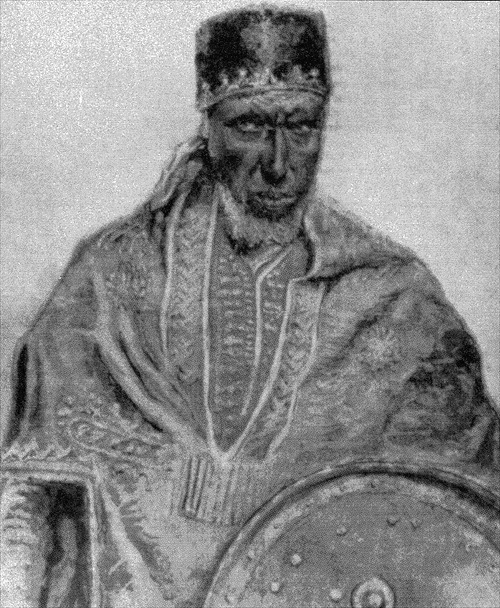
Alula Engida
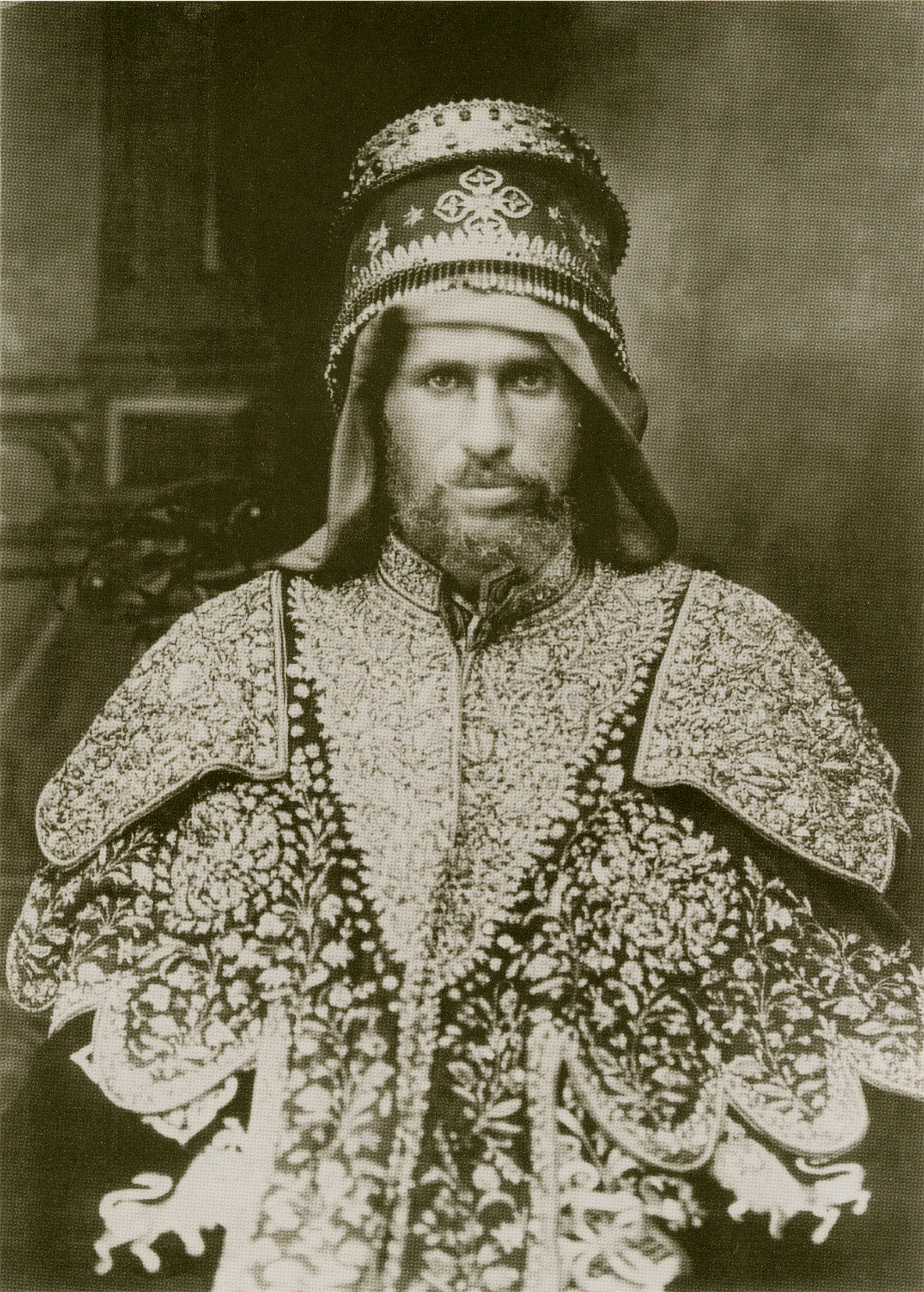
Tekle Haymanot Tessema

L'effectif total estimé par Abebe Hailemelekot est d'environ cent vingt-deux mille deux cents soldats. Celui d'Haile Gerima est plus important puisqu'il atteint cent cinquante-deux à cent cinquante-six mille hommes. Certains commandants, comme Dejazmach Gebre Egziabher Moreda, Dejazmach Jote Tullu Kelom, ras Demissew Nessibu, Fitawrari Tekle Liqe Mekwas, Sultan Mohammed Anfari sont cités par Hailé Gerima mais l'effectif des troupes sous leurs ordres n'est pas connu.
En plus des troupes présentes à la bataille, certaines unités qui se dirigent vers Adoua ont finalement dû se diriger vers Awsa. Abebe Hailemelekot dénombre parmi celles-ci :
- ras Wolde Giorgis : infanterie : huit mille hommes ;
- Azaj Wolde Tsadhik : infanterie : trois mille hommes ;
- Dejazmach Tessema Nadew : infanterie : quatre mille hommes.

Chez Hailé Gerima, certaines personnalités telles que ras Wolde Giorgis sont comptabilisées alors qu'elles ne participent pas à la bataille.
Une partie des troupes mobilisées ne peut toutefois pas rejoindre Adoua, soit pour des raisons tactiques soit en raison de retards.

## Le déroulement de la bataille
La bataille est relatée par divers auteurs. Pour les Éthiopiens, la principale source est le Tsehafi Tezaz Gebre Selassie, auteur de la Chronique du règne de Menelik. Parmi les auteurs non-éthiopiens, ceux qui racontent avec le plus de précision la bataille sont George F.H. Berkeley, Conti Rossini et Rudolfo Mazuconi. De manière générale, les diverses sources s'accordent sur le début de la bataille, le 1er mars 1896 vers cinq heures ou six heures du matin et sur le fait que, vers midi, l'issue apparaît de façon relativement claire.

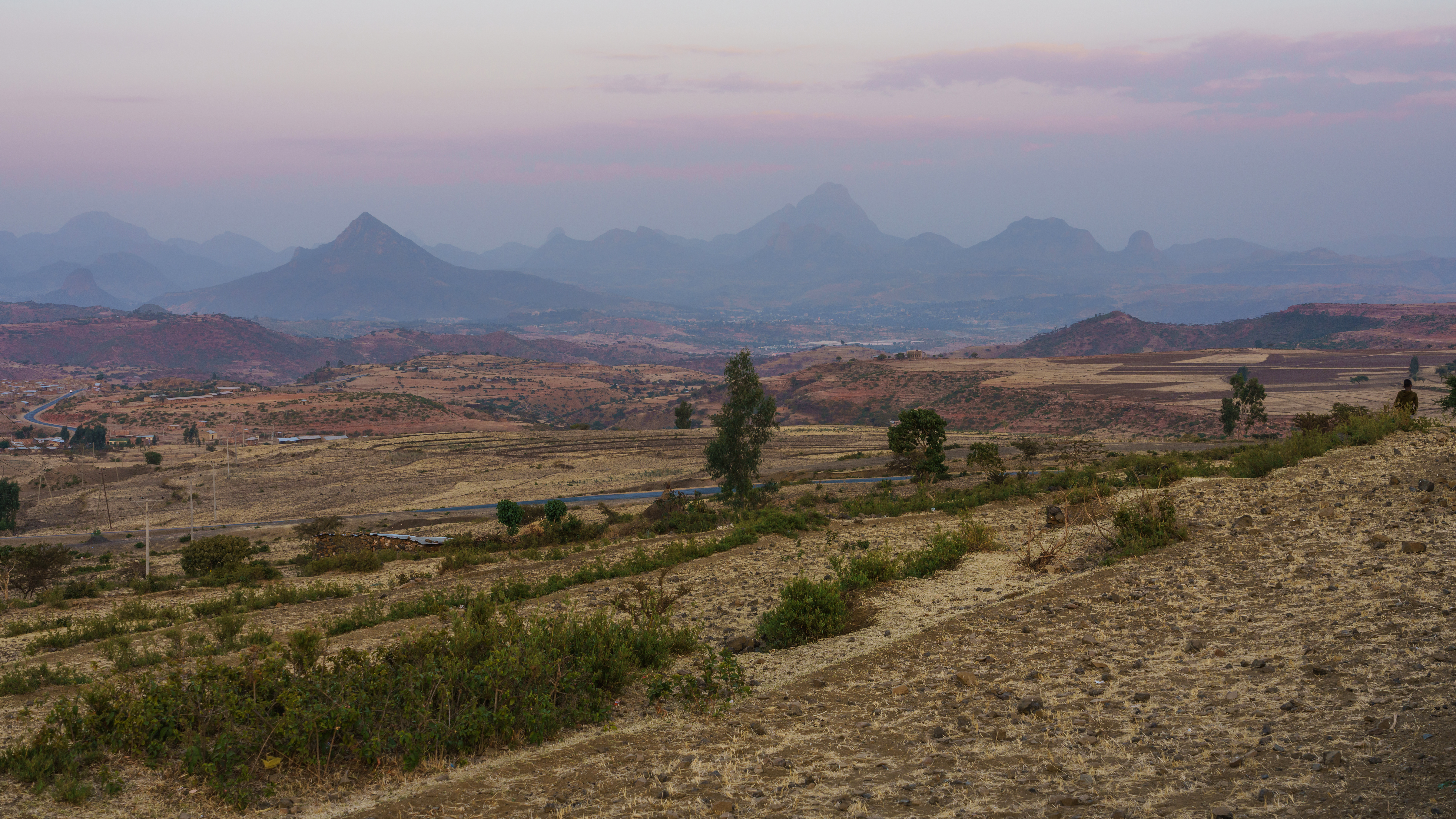
Le site d'Adoua

### Le récit de Gebre Selassie
« Il est difficile de mettre en mots ce que nous avons vu de nos propres yeux et entendu de nos oreilles en ce jour à Adoua. »
— Tsehafi Tezaz Gebre Selassie

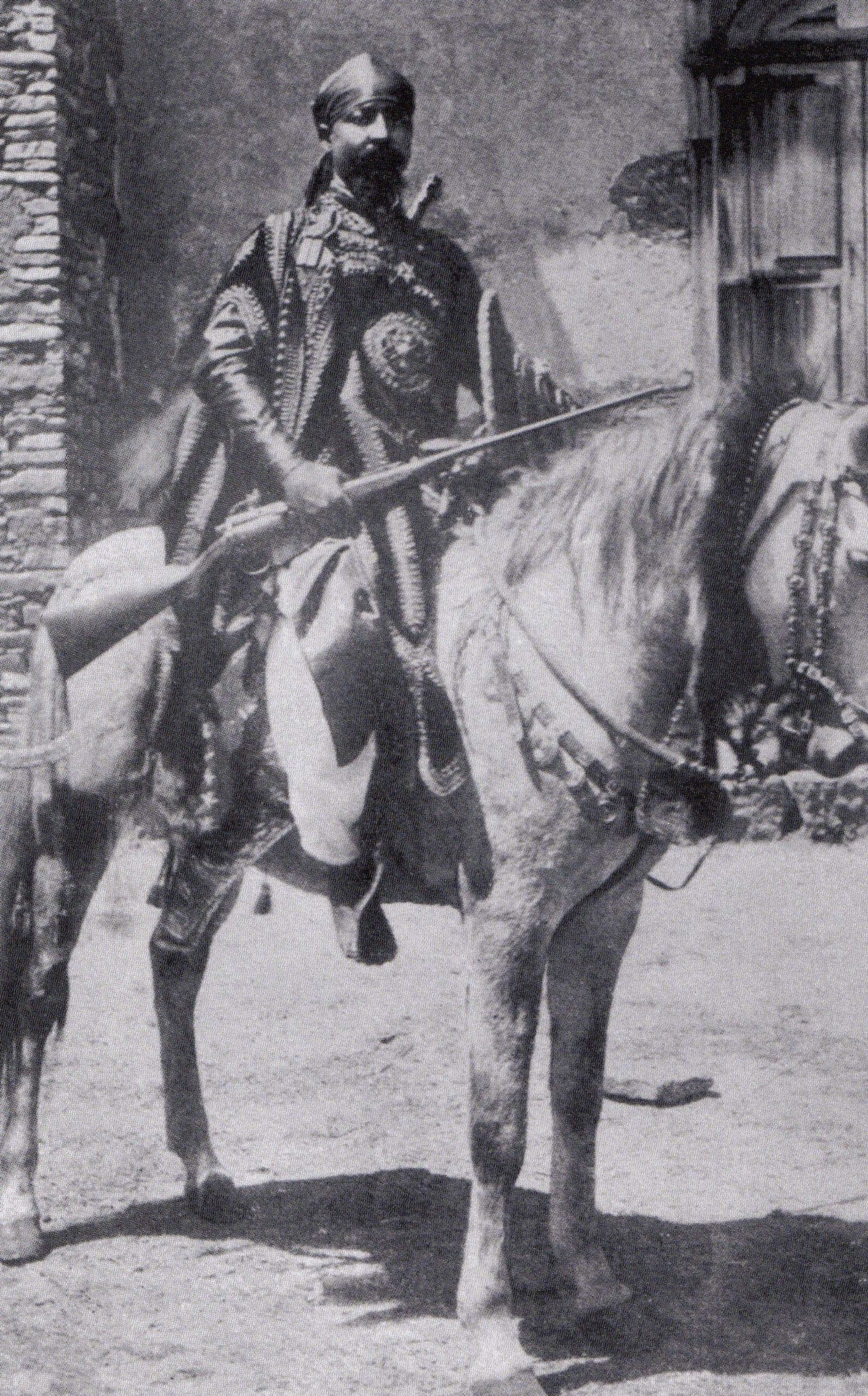
Ras Mengesha Yohannes, responsable des troupes lors du déclenchement de la bataille.

Gebre Selassie, présent sur le champ de bataille, chroniqueur de la cour éthiopienne, auteur d'un récit sur le règne de Menelik II, constitue la principale source écrite éthiopienne. Bien que sa chronique ne révèle que peu de contradictions flagrantes, au niveau du déroulement des faits, avec les sources non-éthiopiennes, il dispose du grand avantage de présenter un point de vue assez unique sur la bataille, celui du pouvoir impérial éthiopien.
Le 1er mars, vers cinq heures du matin, les Italiens lancent la première offensive, inattendue, et s'approchent de l'entrée du camp éthiopien, surveillée par cinq cents hommes de garde. ras Mengesha Yohannes, alors responsable des troupes, organise la défense ; après un échange de coups de feu, les Éthiopiens capturent et interrogent deux prisonniers afin qu'ils divulguent la stratégie des Italiens. Celle-ci consiste à déclencher l'offensive sur les positions éthiopiennes alors que de nombreuses troupes sont parties en quête de vivres.
En outre, les Éthiopiens apprennent la progression des cinq généraux italiens : quatre passant par l'Enda Gerima et le cinquième empruntant la direction de Mariam Shewito. Un éclaireur rapporte l'information au qegnazmatch Tafesse, ce dernier alerte Menelik qui demande s'il s'agit là de la véritable bataille amorcée par les Italiens (le negusse negest se refuse à attaquer le premier). Ayant reçu une réponse affirmative, il envoie bejirond Ketema et la garde montée afin de confirmer cette information, ordonne à tous les soldats de préparer leurs armes et se place en costume de bataille devant sa tente. Pendant ce temps, le ras Mikael et ses troupes rejoignent la bataille ; les deux tiers des troupes éthiopiennes étant au ravitaillement, les autres soldats s'avancent vers le front, suivis plus tard par Menelik.
Peu après, la colonne de Taytu Betul, épouse du negusse negest, se met en place avant d'affronter les Italiens ; elle est accompagnée du clergé axoumite, de l'arche de Sainte-Marie et de l'abune Matewos. Après ses prières, voyant l'arrière flanc reculer, elle encourage les soldats à poursuivre la bataille pour ensuite y participer activement avec ses troupes. Son artillerie, placée à sa droite, se met à bombarder le milieu du corps de troupes italien ; la progression s'effectue au son des chants des prêtres priant saint Georges et la principale bataille est finalement remportée par les Éthiopiens.

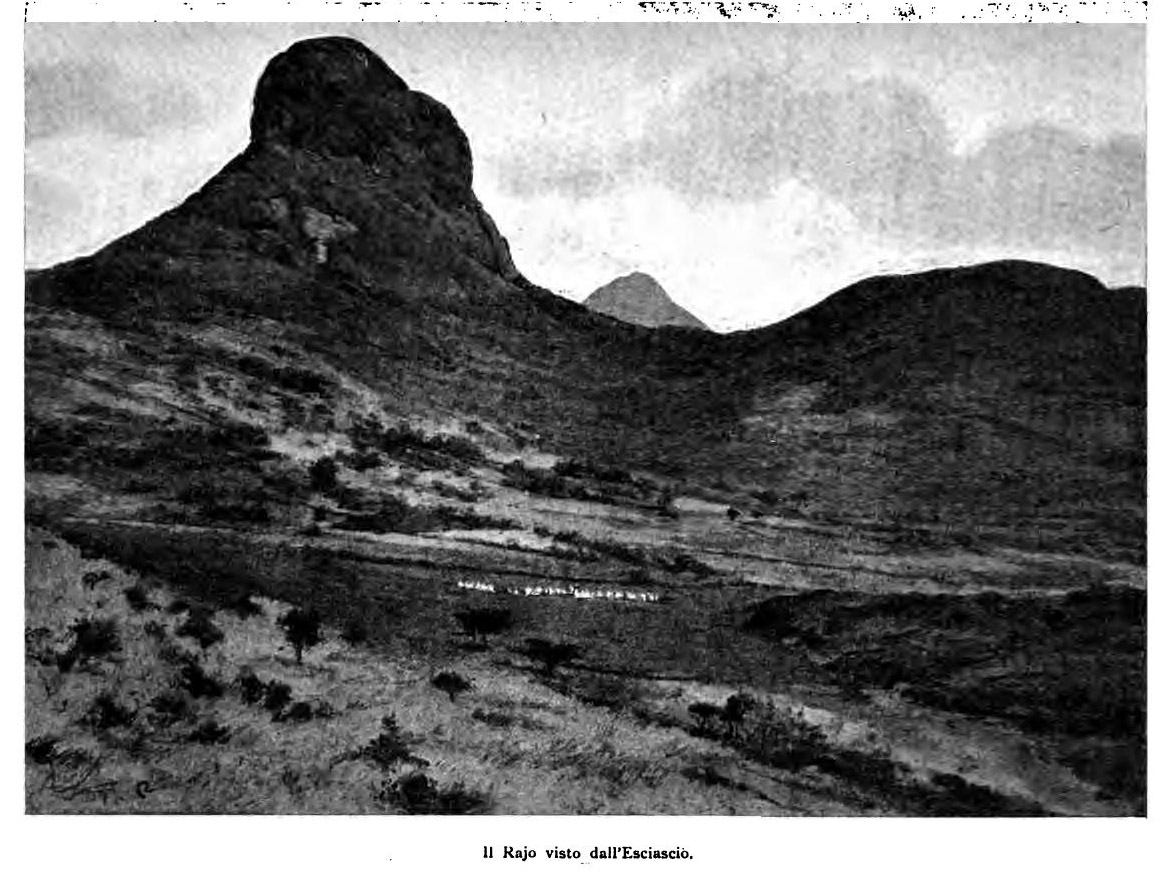
Le mont Raeyo vu d'Esciacio.

À la suite de cette victoire, les brigades menées par Menelik entament les opérations de nettoyage pendant lesquelles elles se trouvent confrontées à une nouvelle division ennemie : de nombreux Italiens périssent et les quelques survivants s'enfuient, le premier flanc italien est défait. Les renforts éthiopiens continuent d'arriver sur le champ de bataille jusqu'à 11 h 00, alors que les soldats du negusse negest franchissent une colline derrière laquelle se trouvent deux mille soldats italiens et indigènes qui demandent grâce. Taytu arrive ensuite à l'endroit où la première victoire a eu lieu, ses servantes offrent de l'eau aux blessés éthiopiens et italiens. Vers 15 h 00, des Éthiopiens reviennent avec des blessés et des prisonniers, Taytu leur ordonne de regagner le front et de ne revenir que lorsque le negusse negest en décidera. L'ordre est transmis aux divers fronts par l'impératrice et sa sœur, woyzero Azaletch Betul. Gebre Selassie rend d'ailleurs hommage au rôle que les femmes ont joué pendant la bataille : « Nous ne pourrions décrire tous leurs exploits car ce qu'elles ont fait ce jour-là a dépassé ce que l'on attendait d'elles ».
Vers la fin de la journée, Taytu invite son époux, par un message, à regagner le camp si la victoire est entièrement acquise ; Menelik lui assure que les combats ont pris fin à l'exception du flanc gauche où des coups de feu retentissent toujours ; le couple impérial retourne alors vers le camp. Vers 23 h 00, l'affrontement de l'aile gauche tout comme les opérations de nettoyage se terminent et les derniers Éthiopiens reviennent aux quartiers généraux.

### Vu du côté italien selon les auteurs non-éthiopiens

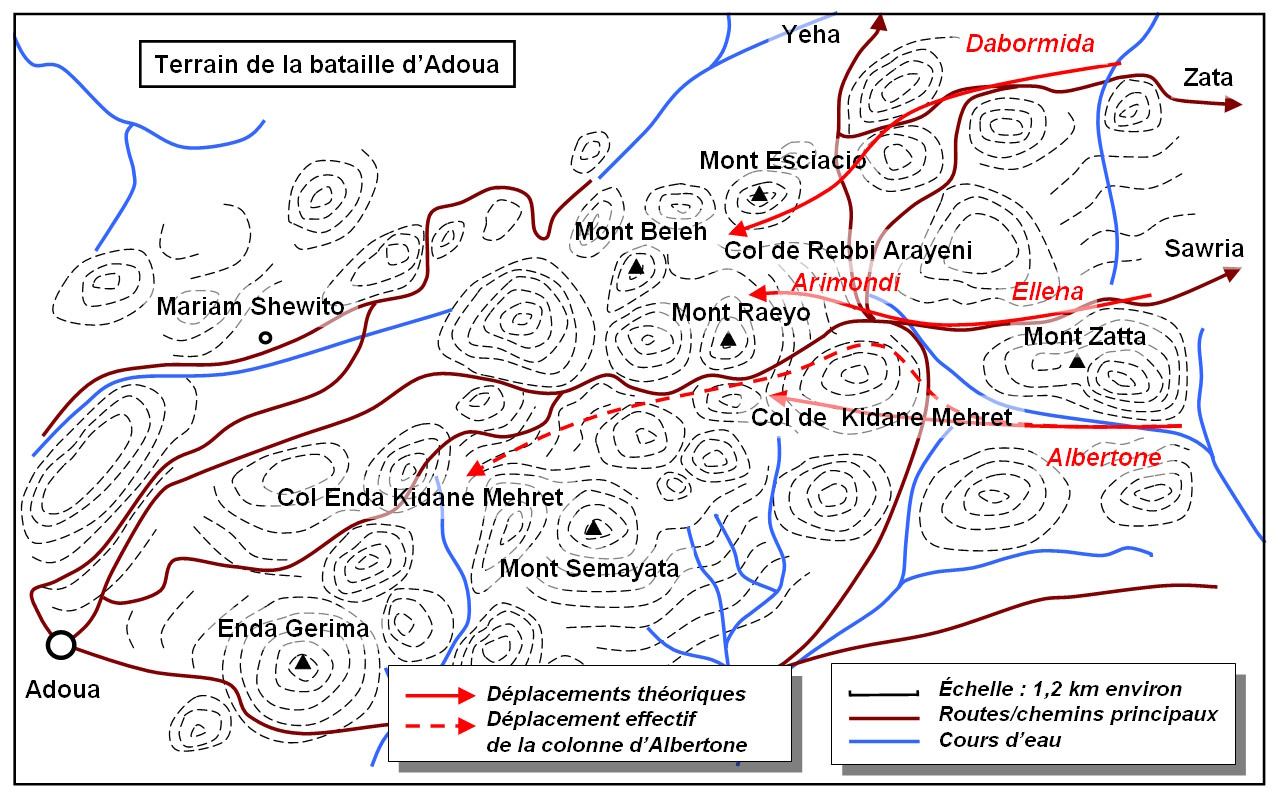
Plan théorique de Baratieri à la bataille d'Adoua ; Adoua se situe sur la gauche de la carte.

Le plan initial de Baratieri consiste à lancer une attaque surprise vers 21 h 00 le 29 février 1896. Les troupes italiennes sont divisées en quatre colonnes :
- la colonne de droite est dirigée par le général Dabormida, elle compte trois mille huit cents hommes et dix-huit pièces d'artillerie : elle est constituée de la deuxième brigade d'infanterie, un bataillon de miliciens mobiles de la deuxième batterie de la brigade, avec les cinquième, sixième et septième batteries. D'après le plan de Baratieri, elle doit occuper le mont Beleh et les alentours[26] ;
- la colonne centrale compte deux mille quatre cent quatre-vingt-treize hommes et douze pièces d'artillerie. C'est le général Arimondi qui la dirige. Elle comprend la première brigade d'infanterie, le cinquième bataillon naval, les huitième et onzième batteries. Selon le plan de Baratieri, elle doit se placer sur le mont Beleh[27] ;
- la colonne de gauche est menée par le général Albertone et compte quatre mille soixante-seize soldats et quatorze pièces d'artillerie. Elle est constituée de quatre bataillons indigènes, d'hommes de la 1re batterie de la brigade et des première, deuxième, troisième et quatrième batteries. Elle est censée occuper Raeyo et le col de Kidane Mehret, que les Italiens confondent avec « Enda Kidane Mehret »[27] ;
- une quatrième colonne, avec à sa tête le général Ellena, est placée en réserve : elle comprend la troisième brigade d'infanterie, le troisième bataillon naval, deux batteries à tir rapide et une compagnie d'ingénieurs. Elle compte quatre mille cent cinquante hommes et douze pièces d'artillerie[27].

Le général Baratieri dispose quant à lui d'environ deux mille cinq cents soldats, les deux mille cinq cents restants sont utilisés pour des tâches diverses.

#### La bataille des colonnes d’Albertone, Arimondi et Ellena

##### L’offensive italienne

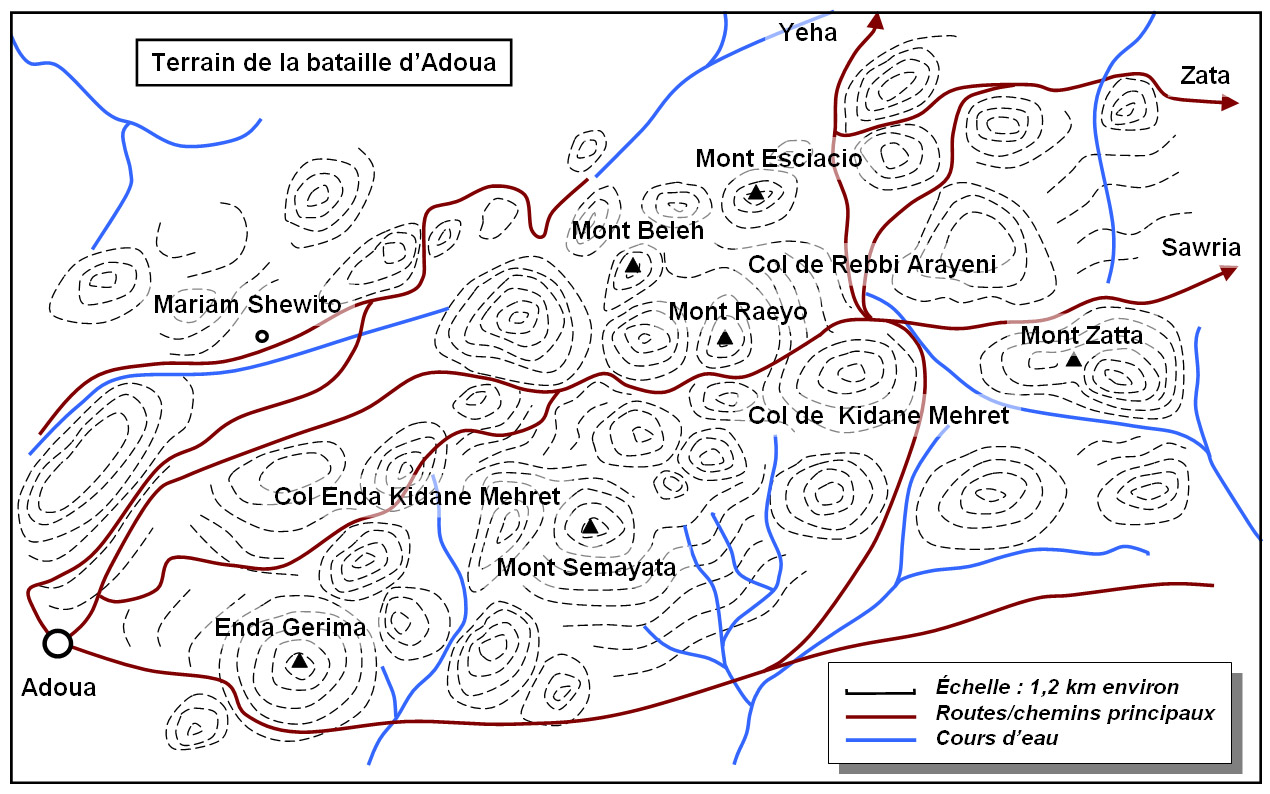
Terrain de la bataille d'Adoua. Adoua se situe sur la gauche de la carte. Noter la différence notable sur la position du col de Kidane Mehret avec la carte de Baratieri.

Vers 21 h, conformément aux ordres d'Oreste Baratieri, les colonnes de Dabormida, Arimondi et Albertone s'avancent vers les positions éthiopiennes, la colonne centrale est suivie, une heure plus tard, par celle de réserve d'Ellena. Le clair de lune favorise la marche des colonnes.
La première erreur italienne est commise par Albertone : au lieu de continuer vers l'ouest vers le col de Kidane Mehret, il appuie au nord vers le col de Rebbi Arayeni et coupe le trajet de la colonne d'Arimondi vers 2 h 30 ; puis ayant atteint le col de Kidane Mehret vers 3 h 30, la colonne y stationne une demi-heure, et reprend sa route à une allure très vive vers Enda Kidane Mehret. Ce dernier mouvement, qui n'avait pas été ordonné, aurait été causé par une confusion résultant des indications portées sur la carte établie d'après les indications des habitants. Bien que le col de Kidane Mehret soit indiqué sur cette carte, il existe en effet un col nommé Enda Kidane Mehret plus à l'ouest ; se fiant sans doute plus aux guides indigènes, Albertone se laisse ainsi conduire jusqu'au mont Abba Gerima.
Lorsqu'il s'aperçoit de cette confusion, Albertone se trouve coupé du reste de l'armée italienne.
Baratieri apprend par un message reçu à 5 h 15 que Dabormida occupe Rebbi Arayeni ; à 5 h 30, Arimondi arrive à l'est de Rebbiy Arayeni pendant que le général Ellena se positionne également. Alors que les divers généraux se mettent en place, Baratieri demeure sans nouvelles de la brigade d'Albertone.

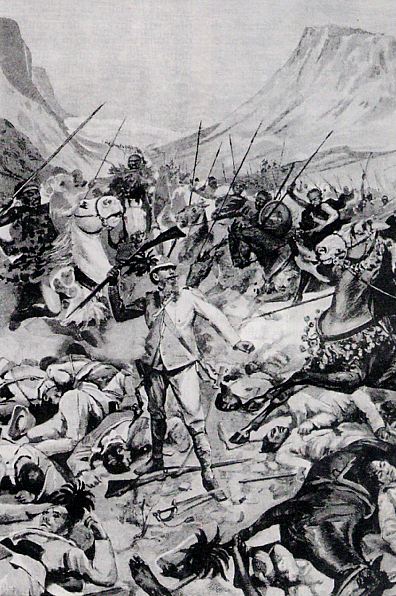
Représentation italienne de la bataille d'Adoua (1896)

Au début de la journée, un informateur éthiopien, Awalom d'Entencho, travaillant comme interprète auprès de Baratieri rapporte au ras Alula (ou au ras Mengesha Yohannes, selon les versions) des mouvements de troupes italiennes ; Alula en avise promptement les commandants de l'armée impériale affrontant le général Albertone. Diligemment, les colonnes de Tekle Haymanot, du ras Mikael, du ras Mekonnen, du ras Wolle et de Menelik rejoignent à leur tour la bataille ; le negusse negest, priant à l'église Saint-Georges, n'est point présent au commencement du combat.
Vers 6 h, les premières contre-attaques éthiopiennes s'organisent à proximité de la colline Enda Kidane Mehret ; au même moment, Baratieri gagne la colline Rebbi Arayeni. Conjecturant qu'Albertone, comme le prévoit sa stratégie, se trouve à sa gauche, Baratieri s'imagine que les coups de feu qu'il entend sont tirés par des soldats indigènes affrontant les Éthiopiens, or il n'en est rien. À 6 h 45, conscient qu'Albertone est en difficulté, Baratieri envoie la brigade de Dabormida afin de l'épauler. Toutefois, les deux unités sont séparées par le mont Gessosso, occupé par les Éthiopiens ; une nouvelle erreur italienne est commise par Dabormida qui, en tentant de rejoindre Albertone, mène ses hommes dans le vallon de Mariam Shewito. et s'isole de l'armée italienne. Après avoir combattu jusqu'à 7 h 30, Albertone envoie un message à Baratieri affirmant qu'Enda Kidane Mehret est occupée et que le 1er régiment lutte encore. Un deuxième message est transmis à 8 h 15, Albertone confirme que le 1er régiment et une autre compagnie sont prêts à rejoindre la bataille ; par ailleurs, il requiert des renforts en raison de la supériorité numérique des Éthiopiens. Face aux offensives subies par son flanc gauche, Albertone, dont la brigade combat également au front, engage le régiment de réserve, parvenant à repousser ses adversaires d'environ 1 km. Fitwrari Gebeyehu, constatant la réticence de ses troupes à se battre, décide de charger en lançant cet appel : « Que ceux qui retournent en vie dans le Shewa témoignent de la manière dont le héros d'Amba Alage est tombé », après s'être « battu héroïquement », il est tué, par une mitrailleuse, au pied de Enda Kidane Mehret à 9 h.

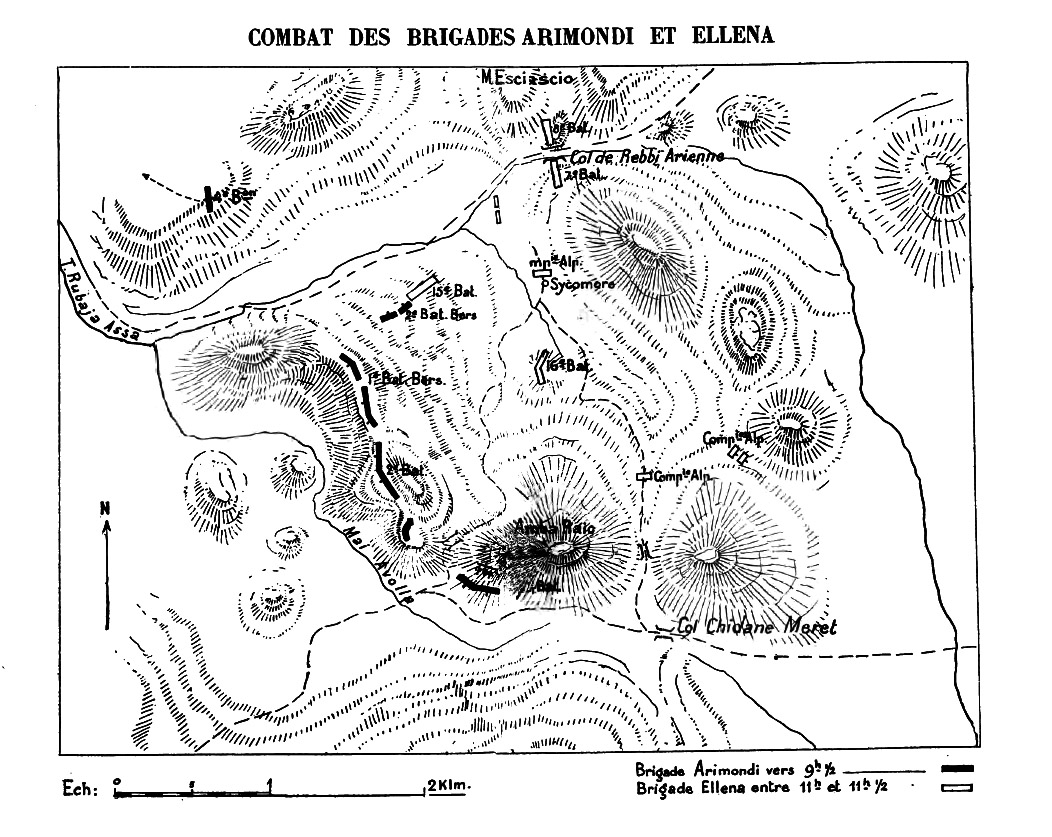
Mouvement des troupes d'Arimondi et Ellena à la bataille d'Adoua.

##### La contre-attaque éthiopienne

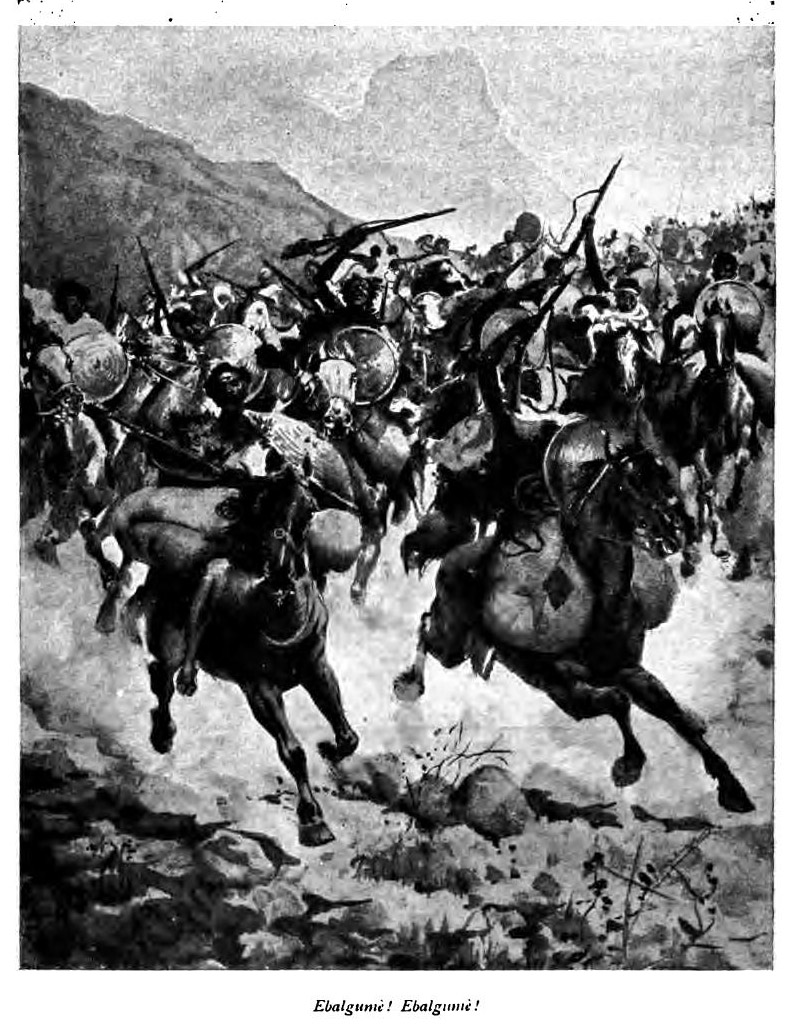
Cavalerie éthiopienne à la bataille d'Adoua (illustration 1896)

Remarquant le recul des hommes de Gebeyehu, Albertone croit en la victoire ; néanmoins, les forces de Menelik, Taytu, épouse du negusse negest, et Ras Mengesha lancent une contre-attaque décisive face à laquelle le 7e régiment italien se retire. À 9 h, Baratieri reçoit les notes d'Albertone et se rend sur le mont Raeyo, son poste d'observation d'où il aperçoit une longue file de blessés et de soldats ayant fui d'Enda Kidane Mehret. Baratieri envoie un message à Dabormida à 9 h 15 lui demandant d'apporter son aide à Albertone, mais l'information n'arrive pas ; à 9 h 30, il souhaite transmettre un ordre à Albertone le sommant de battre en retraite, à nouveau le commandement ne parvient guère. La colonne de Dabormida est quant à elle située à Mariam Shewito, à environ 5,5 km de Baratieri, qui pense que la brigade occupe toujours le mont Beleh. Bien que les troupes d'Albertone poursuivent le combat, les Éthiopiens, toujours plus nombreux sur le champ de bataille, les anéantissent totalement. Douze officiers italiens périssent et seuls quelques soldats réussissent à s'échapper ; Albertone, dont le mulet a été touché par une balle, est fait prisonnier. À 10 h et 10 h 15, deux messages successifs de Baratieri demandent à Dabormida d'aller soutenir la colonne d'Albertone ; les instructions n'arrivent pas au destinataire. Baratieri, convaincu que le flanc droit tient bon, décide d'engager toutes ses forces sur le côté gauche : la colonne centrale d'Arimondi, deux batteries à tir rapide de la brigade d'Ellena et un bataillon de Galliano composé d'indigènes sont alignés sur les pistes de Raiyo et Beleh et attaquent leurs adversaires. Un nombre impressionnant de soldats éthiopiens surgit alors de la vallée en face du mont Beleh, charge le régiment de réserve situé sur la colline Rebbi Arayeni et occupe Beleh, coupant toute voie de communication entre Baratieri et Dabormida. Par ailleurs, les Éthiopiens séparent ainsi Albertone, à droite et Dabormida à gauche tout en refoulant l'unité centrale d'Arimondi dont le bataillon d'indigènes, sur lequel les Italiens comptent beaucoup, cède et bat en retraite. Au cours de cet affrontement, l'armée italienne perd deux officiers importants : Arimondi et Galliano.

##### La retraite italienne

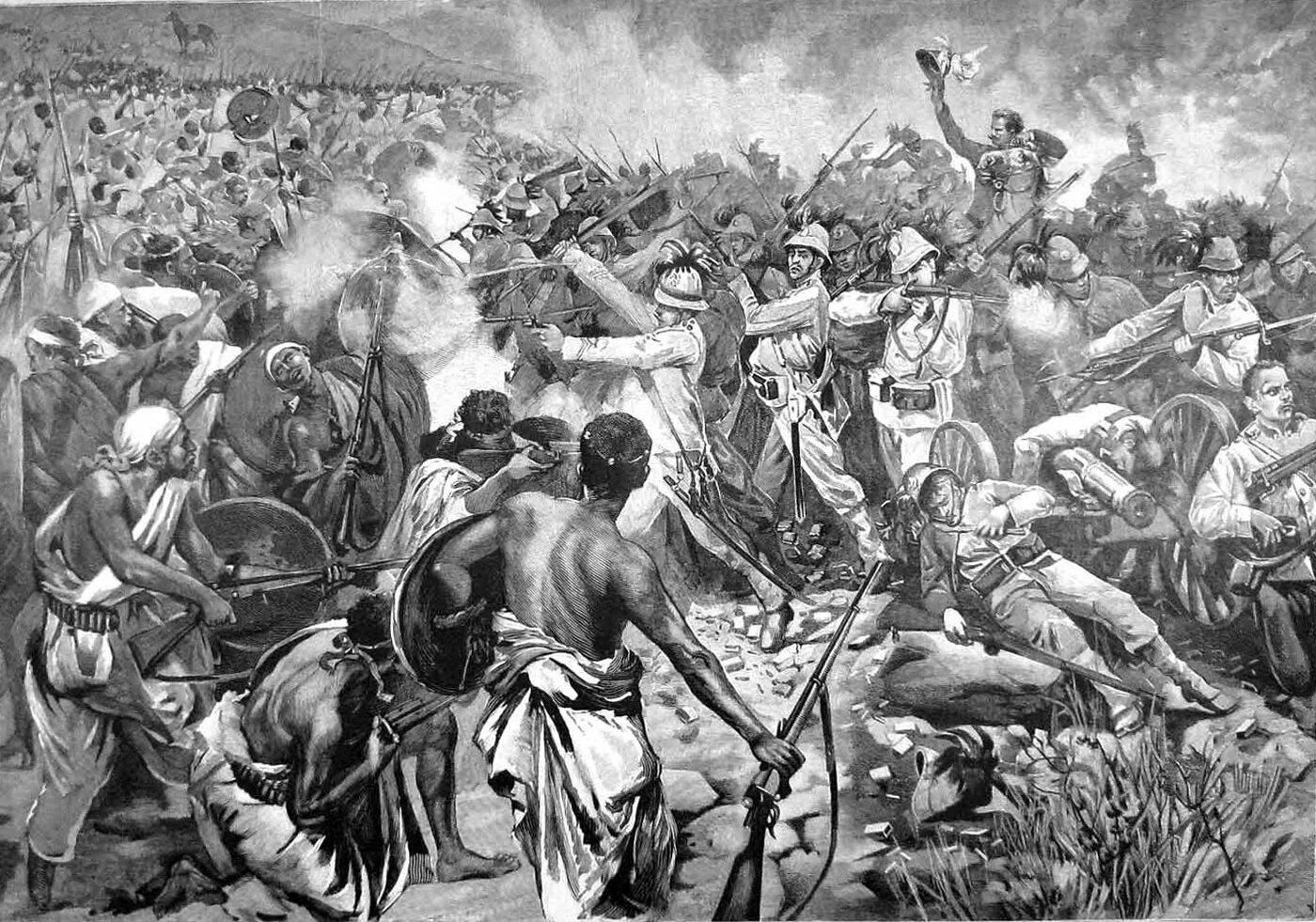
Gravure représentant la bataille d'Adoua

La défaite lui semblant désormais inéluctable, Baratieri fait évacuer les forces italiennes sous la protection de Dabormida ; l'ordre est donné à 11 h mais ce n'est qu'à midi que le processus débute ; pendant ce temps, les Éthiopiens occupent de plus en plus de positions et avancent à une vitesse remarquable. Lors du repli, Ellena annonce à Baratieri que le colonel Valenzano et le major Salsa, le croyant mort, ont mis en place une ligne de défense ; cependant, la fulgurante progression éthiopienne ne permet que l'organisation d'une arrière-garde d'à peine cent hommes, également défaite. Avec l'arrivée d'un gros bataillon de cavaliers éthiopiens se dirigeant vers Soluwe (Sawria), les forces italiennes sont forcées de se diriger vers le nord et leur commandant Salsa les mène vers Yeha ; le moral des Italiens est à ce moment au plus bas et la discipline dans leurs rangs quasi inexistante. Entre 14 h 30 et 15 h, Baratieri et les colonels Brusati et Stefani tentent de constituer une ultime riposte et bien que Baratieri essaye de motiver ses troupes en clamant Viva l'Italia, la retraite italienne continue jusqu'à 15 h. Les Éthiopiens maintiennent la pression et font succomber la résistance des Italiens, fatigués et accablés par le désastre.

#### Le combat de la colonne du général Dabormida

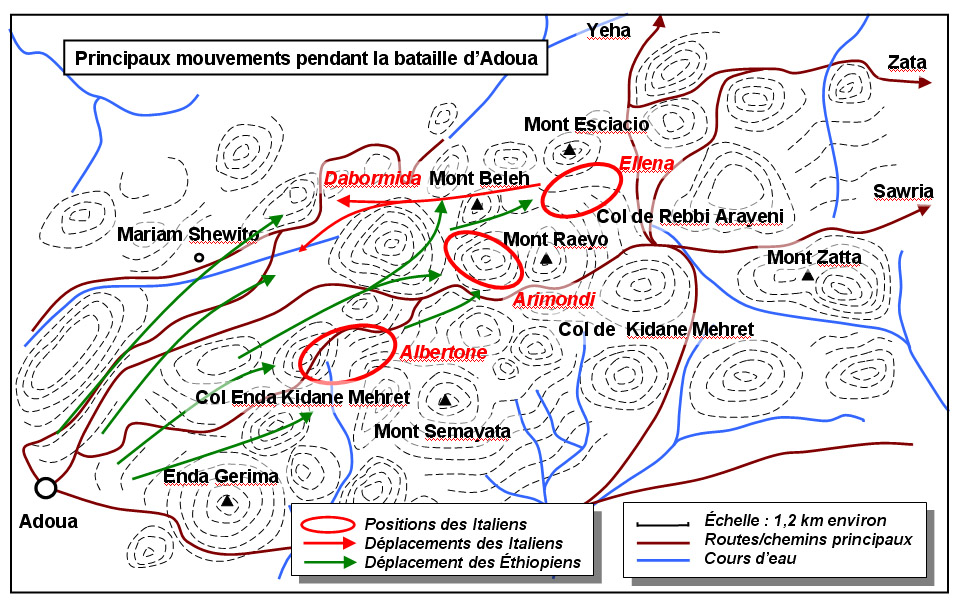
Principaux mouvements pendant la bataille d'Adoua.

Au début de la bataille, Dabormida se positionne près de Mariam Shewito, accompagné par le Major De Vito. Les troupes indigènes sont les premières engagées, suivies ensuite par le reste de la brigade. Le général s'engage sur trois fronts : celui d'Airaghi dans la vallée, celui de Ragni sur la colline et celui de Rayneri et De Amicis à l'arrière où le 13e bataillon semble avoir pris son ennemi de court. La mise en échec par Dabormida de leurs quatre offensives initiales n'empêche guère les Éthiopiens, vainqueurs d'Arimondi, de percer les lignes de défense italiennes en poursuivant les attaques. Peu à peu, l'arrière-garde et plus précisément l'aile gauche de Rayneri, qui peine à trouver des munitions, succombe à la pression, pendant que l'ennemi arrive en nombre sans cesse plus important sur les trois fronts.

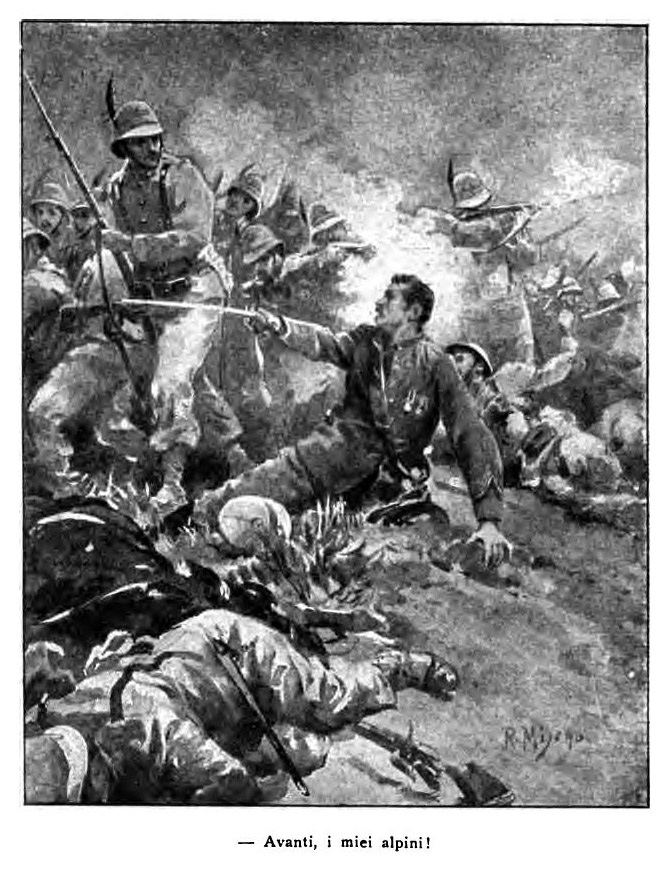
Représentation italienne de la bataille d'Adoua (1896).

Les Italiens perdent progressivement leurs positions, Dabormida déclare alors au colonel Airaghi vouloir tenter un ultime assaut en attendant la venue de possibles renforts, suggestion à laquelle Airaghi répond par un sourire. Dabormida ajoute que la charge peut éventuellement permettre une retraite ; en fait, le général n'a guère été informé des défaites que sont en train de subir Arimondi et Albertone, et qui empêchent leur brigade de venir lui porter secours. Il s'élance, à la tête du 6e régiment, criant « Savoia, Savoia ! » et réussit à repousser temporairement les colonnes ennemies. Dabormida, qui espère toujours l'envoi de troupes, ordonne l'évacuation et demande à Airaghi d'en assurer la protection avec son régiment.

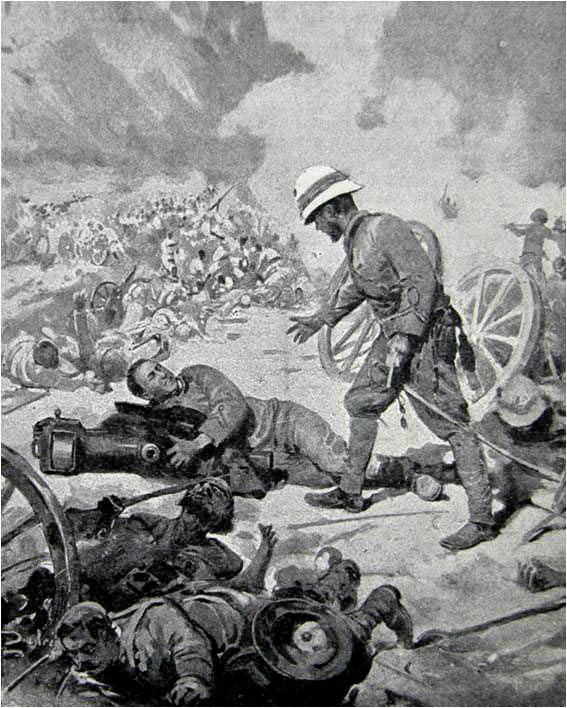
Batterie italienne de tir rapide à terre à la bataille d'Adoua (1896).

En voyant les Italiens fuir, les Éthiopiens redoublent d'efforts pendant qu'Airaghi et Dabormida appellent les autres commandants à se retirer. Airaghi et ses forces parviennent à rejoindre celles de Rayneri sur l'aile droite où ils protègent le repli du troisième régiment. Dabormida somme le capitaine Bellavita, son aide de camp, de transmettre à Rayneri un message lui ordonnant de tenir sa position ; le capitaine Bellavita part sur-le-champ et à son retour, perd tout contact avec le général. Les hommes d'Airaghi commencent, eux aussi, à reculer et les Éthiopiens accroissent aussitôt le rythme des offensives. Au cours de la retraite, les Italiens perdent le colonel Airaghi ainsi que De Amicis, à la tête du quatrième bataillon, le dernier de la brigade de Dabormida à quitter le champ de bataille.
Il existe plusieurs versions du décès de Dabormida : si certains affirment qu'il aurait pu être touché par une balle alors qu'il criait Viva l'Italia et serait mort au combat, d'autres indiquent qu'il aurait succombé à ses blessures, malgré le geste de compassion d'une indigène qui lui aurait offert de l'eau, alors qu'une dernière version, rapportée dans une lettre d'Albertone, d'après des officiers du ras Mikael et Ras Mekonnen, affirme qu'il aurait été tué par balle. Par la suite, Menelik lors de la signature du traité de paix, aurait remis l'épée et le foulard de Dabormida à Albertone afin qu'ils soient donnés à sa famille. Sa brigade reste celle qui s'est battue avec le plus d'héroïsme du côté italien.
La bataille d'Adoua prend ainsi fin avec la chute de la colonne de Dabormida. Le jour suivant, le 2 mars 1896, vers neuf heures, le général Baratieri arrive à Adi Keyeh et envoie un télégramme à Rome informant le gouvernement de Francesco Crispi de la défaite italienne.

## Bilan et conséquences

### Bilan

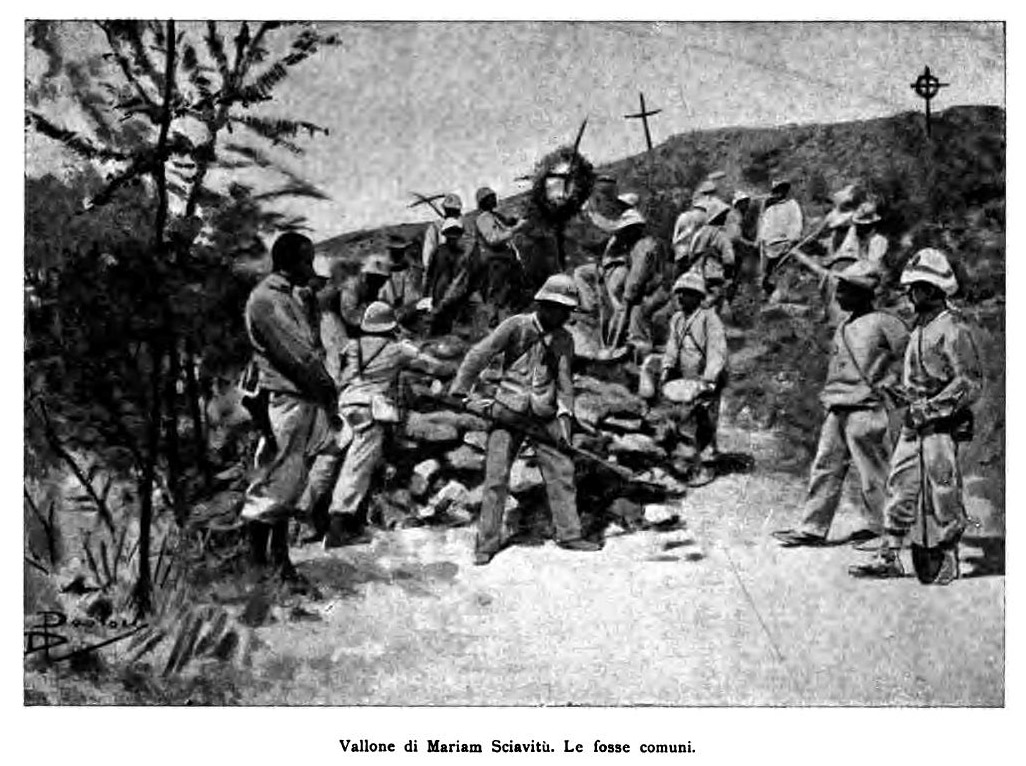
La fosse commune dans la vallée de Mariam Sciavitu (1896)

Les chiffres concernant les morts, les blessés et les prisonniers varient selon les sources. D'après Harold G. Marcus, on dénombre du côté italien six mille morts (quatre mille Italiens et deux mille askaris), mille quatre cent vingt-huit blessés et mille huit cents prisonniers, ce qui l'amène à conclure que les Italiens ont perdu 70 % de leurs forces, « un désastre incroyable pour une armée moderne » selon ses propres mots. Richard Pankhurst avance d'autres données et répartit ainsi les pertes italiennes : cinq mille cent soixante-dix-neuf morts certains (deux cent soixante-et-un officiers, deux mille neuf cent dix-huit hommes de troupe italiens, deux mille askaris), neuf cent quarante-cinq incertaines, mille quatre cent trente blessés (quatre cent soixante-et-onze Italiens et neuf cent cinquante-neuf askaris) ce qui aurait représenté 43 % des forces italiennes. Selon Paul B. Henze et d'après l’Encyclopaedia Aethiopica, les pertes italiennes s'élèvent à sept mille tués, mille cinq cents blessés et trois mille prisonniers,.
Du côté éthiopien, les données varient également en fonction des sources. D'après Marcus, on dénombre de quatre à sept mille morts, « peut-être » jusqu'à dix mille blessés. Les chiffres de Pankhurst sont les suivants : cinq à six mille morts et huit mille blessés graves, ils sont proches de ceux avancés par Paul B. Henze : six mille morts et huit mille blessés. Enfin, l’Encyclopaedia Aethiopica estime que le nombre approximatif de morts est plus faible, de quatre à cinq mille tués, mais confirme le chiffre de huit mille blessés.
Malgré l'importance des pertes éthiopiennes, les auteurs reconnaissent la victoire absolue des Éthiopiens, tout d'abord en raison de la faible importance des pertes de l'armée éthiopienne proportionnellement à ses effectifs mais aussi parce que les Italiens comptent parmi leurs pertes cinq de leurs six principaux commandants : trois tués (Arimondi, Dabormida et Galliano) dont deux généraux, un autre général prisonnier (Albertone) et un dernier général blessé (Ellena). Par ailleurs, les deux armées se trouvent dans une situation totalement opposée : les Éthiopiens sont renforcés par le matériel abandonné par leurs ennemis sur le champ de bataille, notamment onze mille fusils, alors que l'armée italienne, qui a perdu toute son artillerie, est « complètement détruite ».

### Conséquences

#### Les répercussions en Italie
« Ils nous ont vaincus parce qu'ils nous ont surpris en pleine manœuvre. »

— Arnaldo Cipolla, journaliste italien

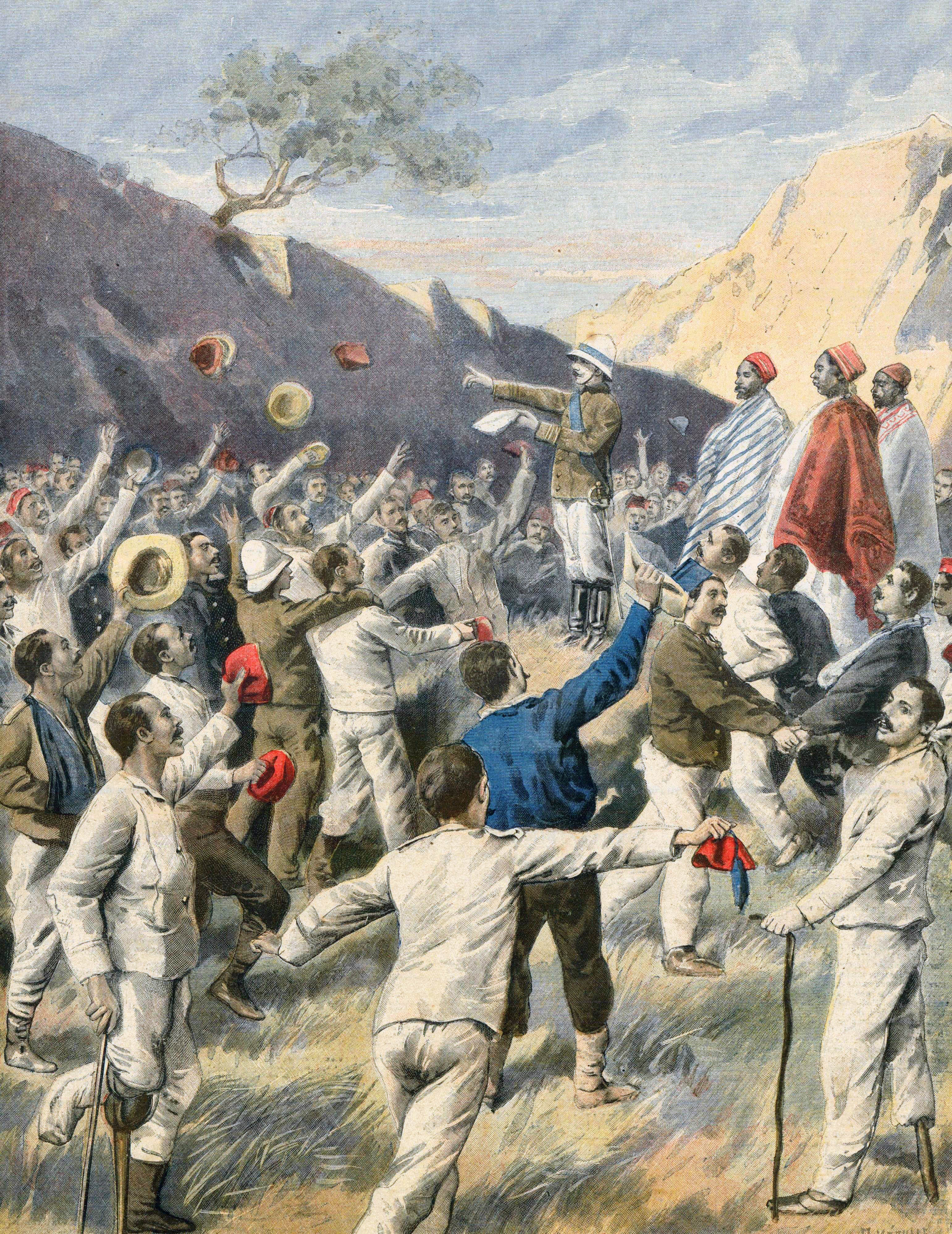
Les prisonniers italiens apprennent leur libération.

Lorsque la nouvelle de la défaite arrive en Italie, la population réagit vivement et des manifestations éclatent dans les grandes villes du pays : à Rome, les étudiants organisent une manifestation hostile au gouvernement, des portraits de Crispi sont brûlés ; à Pavie, la foule empêche les soldats de partir pour l'Afrique, les fait descendre des wagons et démonte les rails ; à Milan, une manifestation regroupe trente mille personnes et dure jusqu'à deux heures du matin. L'opinion publique est divisée entre une partie des hautes sphères et de l'armée qui demandent une nouvelle bataille afin de venger Adoua et la gauche italienne opposée aux ambitions coloniales que le journal socialiste Critica Sociale qualifie d'« aventurisme » et dont le slogan « Viva Menilek » (« Vive Menelik ») est repris par les manifestants réclamant un départ des troupes italiennes d'Afrique. Oreste Baratieri, présenté six mois auparavant comme une grande figure nationale, est vivement critiqué, on va même jusqu'à l'accuser d'avoir abandonné le champ de bataille pendant que ses troupes combattaient ; il comparaît par la suite devant un tribunal afin de sanctionner son « inaptitude ». Rapidement, une pétition demandant le départ des soldats italiens d'Afrique est signée par environ cent mille personnes.
La conséquence la plus importante au niveau politique reste la démission du président du Conseil Francesco Crispi, remplacé le 10 mars 1896 par Antonio Starabba dont le gouvernement abandonne tout projet d'expansion coloniale. Par ailleurs la politique intérieure se durcit, les mouvements sociaux prennent de l'ampleur et du 6 au 9 mai 1898, Milan s'insurge, il y a plus de cent morts ; en 1899 et 1900, des décrets suspendent les libertés publiques. La grande priorité reste la question des captifs, bien traités par Menelik II et assignés, pour la plupart, à diverses tâches dans la capitale ; le pape Léon XIII a d'ailleurs écrit une lettre au negusse negest en vue d'obtenir leur libération mais ce n'est qu'après la signature d'une convention que les prisonniers sont rapatriés. « Une Rome démoralisée » n'a aucune volonté politique de préparer une nouvelle guerre et s'apprête à conclure, avec l'empire d'Éthiopie, le traité d’Addis-Abeba.

#### Les répercussions en Éthiopie

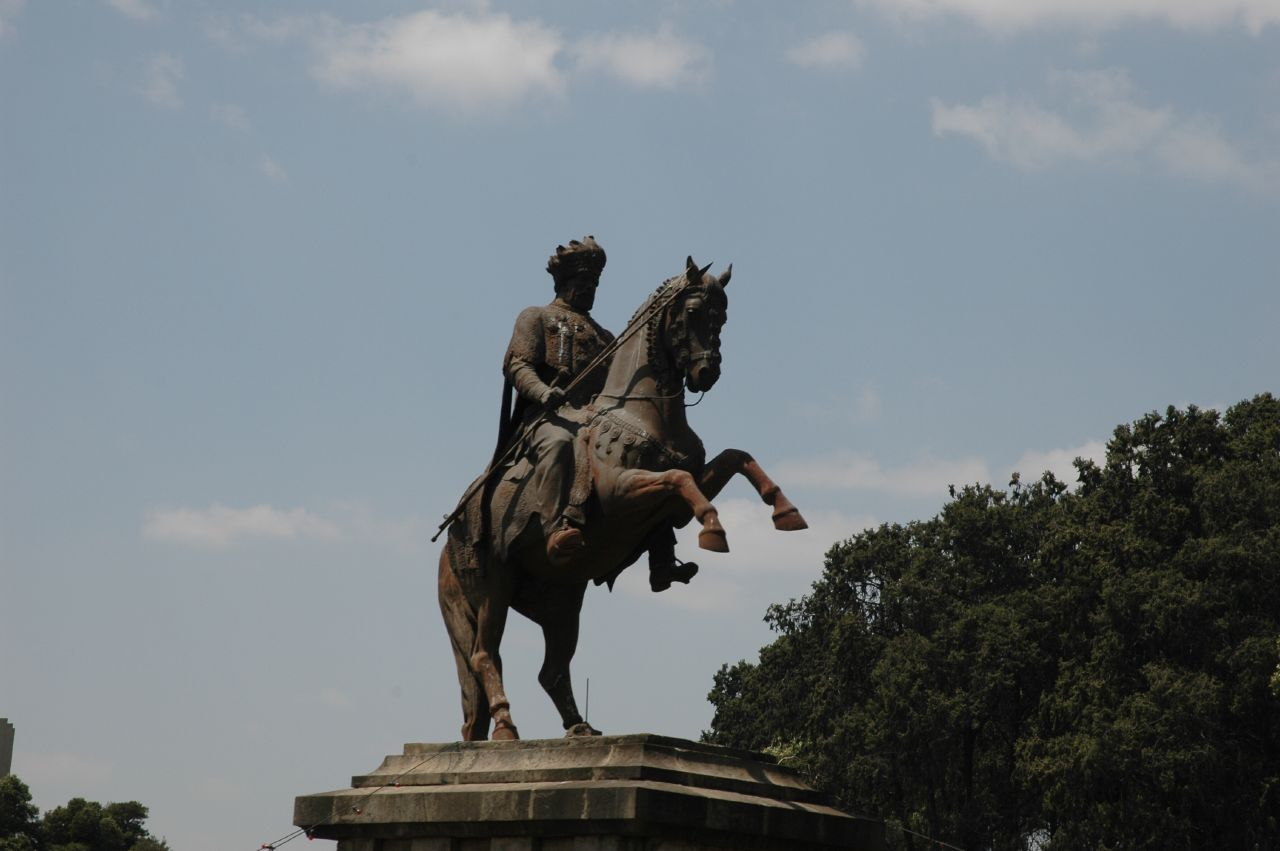
Statue équestre de Menelik située face à la cathédrale Saint-Georges, à Addis-Abeba. Haile Selassie Ier y déposait chaque année une gerbe lors de la commémoration de la victoire éthiopienne.

Les forces éthiopiennes retournent vers le sud car, malgré la victoire, Menelik ne souhaite point risquer une offensive visant à chasser les Italiens ; le ras Alula Engida souhaite au contraire poursuivre les envahisseurs vers le nord et les expulser définitivement de la colonie érythréenne. Le negusse negest appréhende l'envoi d'une force plus importante que celle vaincue à Adoua ; par ailleurs, la position italienne de Massaoua semble trop bien fortifiée pour être la cible d'éventuelles offensives. L'inquiétude du negusse negest est justifiée par le Times de Londres du 3 mars qui annonce le départ vers Massaoua de trois bateaux italiens (Andrea, Simpione et Nilo) avec des renforts : trois mille hommes, des mulets et de l'artillerie ; il n'est cependant pas certain que cette information soit arrivée à Menelik, heureux de l'offre de cessez-le-feu. L'armée impériale, « à bout de souffrances », ne peut se permettre de poursuivre la guerre en Érythrée, région victime de cinq années de famine et soumise à sept années de propagande coloniale. Carlo Conti Rossini estime que si la guerre avait duré deux semaines de plus, l'empire éthiopien aurait été vaincu.
Menelik II retourne paisiblement dans le Shewa : son empire a tiré de cette bataille et de la guerre un prestige aussi bien national qu'international et jamais le pays n'a été aussi uni. Le couple impérial arrive dans la capitale le 22 mai 1896 où il est accueilli par les tirs de canons italiens servis par des prisonniers.
L'importance de la victoire aux yeux des Éthiopiens s'explique par divers éléments : l'empire éthiopien, entièrement souverain, peut gérer pour ses propres intérêts ses richesses naturelles ; ensuite la victoire a eu aussi une répercussion sur la psychologie du peuple éthiopien dont le pays est devenu, aux yeux de plusieurs générations d'Africains, une île de liberté dans un océan colonisé. Enfin, outre le rayonnement international, Adoua devient un symbole de l'unité éthiopienne ; en effet, l'armée est composée non seulement de soldats originaires de régions historiquement éthiopiennes telles que le Shewa ou le Tigré mais également de provinces nouvellement conquises par Menelik II, de plus, de nombreux gouverneurs locaux ont répondu à l'appel aux armes dont Tekle Haymanot Tessemma (ancien rival du negusse negest]) et ras Mikael. L'importance de la victoire est telle qu'elle est encore commémorée chaque année le 2 mars.
Pour Tsegaye Tegenu, les réformes économiques introduites par Menelik II afin de soutenir entre autres son effort de guerre peuvent être, paradoxalement, un des éléments permettant d’expliquer également qu'il lui soit difficile de poursuivre plus avant sa progression sur les terres du nord et de chasser les Italiens des côtes érythréennes : la modification du système foncier lui aliène certains chefs du Tigré traditionnellement liés au rist, invitant parfois à la rébellion, alors qu’elle explique en même temps le soutien des Éthiopiens du sud et des ras locaux qui lui a été apporté à Adoua.

#### Vers la signature du traité d’Addis-Abeba
Quelques jours après la bataille, le 7 mars, le major italien Salsa, invité par Ras Mekonnen, est conduit auprès de Menelik afin de négocier la paix. L'empire éthiopien pose certaines conditions : l'Italie doit quitter la ville d'Adigrat, renoncer publiquement à toute ambition sur l'empire, retirer ses troupes de la frontière établie dans le traité de Wutchale, et accepter le libre-échange entre l'Éthiopie et la colonie érythréenne. Baldissera, nouvel envoyé italien, exige, en échange, le refus par Menelik de la protection de toute autre puissance européenne. Le negusse negest, face à ce que Henze qualifie d'« arrogance », interrompt les négociations et retire sa proposition.
Ce n'est que vers la fin de l'année que, pour mettre définitivement un terme au conflit, les deux pays signent, le 26 octobre 1896, le traité d'Addis-Abeba, écrit en amharique et en français afin d'éviter les dérives de la version italienne par rapport à la version amharique constatées lors du traité de Wuchale. Il assure à l'empire d'Éthiopie son indépendance ; sa province érythréenne reste cependant sous souveraineté italienne, souveraineté consolidée par une convention signée le 10 juillet 1900 et délimitant la frontière entre le territoire colonisé et l'empire de Menelik. La signature du traité convient aux deux parties : l'Éthiopie, car elle ne peut envisager la poursuite de la guerre et l'Italie, car elle maintient sa possession en mer Rouge.

#### Après Adoua, échec du colonialisme, débuts du néo-colonialisme?
La défaite d'Adoua ne met pas entièrement fin aux ambitions des puissances coloniales dans la région qui, à défaut d'occupation du pays, opteront pour un choix de pénétration économique. Le 13 décembre 1906 est signé à Londres un accord entre la France, le Royaume-Uni et l'Italie qui, tout en reconnaissant l'indépendance de l'Éthiopie dans ses premiers articles, traduit par ailleurs cette nouvelle orientation politique de l'Europe: en cas d'évènements intérieurs en Éthiopie, les puissances coloniales s'attribuent elles-mêmes des « sphères d'influences ». Sir John Harrington, représentant britannique en Éthiopie, fait « campagne pour remettre la construction de la voie ferrée entre les mains d'une compagnie internationale », par ailleurs si « le chemin de fer restera français, les intérêts étrangers sont officiellement reconnus dans son administration qui se doit de comprendre un Britannique, un Italien et un représentant de Menelik ». Pour De Marinis, député italien, il s'agit d'enfermer l'Éthiopie dans « un cercle de fer » au moyen d'une « politique pacifique de conquête ».
Tout en garantissant son indépendance, la victoire d'Adoua fait de l'Éthiopie l’un des premiers pays africains à entrer de plain-pied dans l’économie de marché. Ceci se solde notamment par la création quelques années plus tard, en 1906, par Menelik II, de la première banque éthiopienne The Bank of Abyssinia, qui est rapidement soumise à l'influence prépondérante des capitaux étrangers, avec une prédominance des capitaux britanniques au cours du XXe siècle. Cet état de fait ne sera remis en cause qu'en 1974 lors de la révolution éthiopienne. Paradoxalement, à la suite de la victoire d'Adoua, le pays sera comme le note l'historien éthiopien Berhanou Abebe, le premier pays africain à connaître « l'abandon du colonialisme territorial pour le néo-colonialisme ».

#### Répercussions régionales

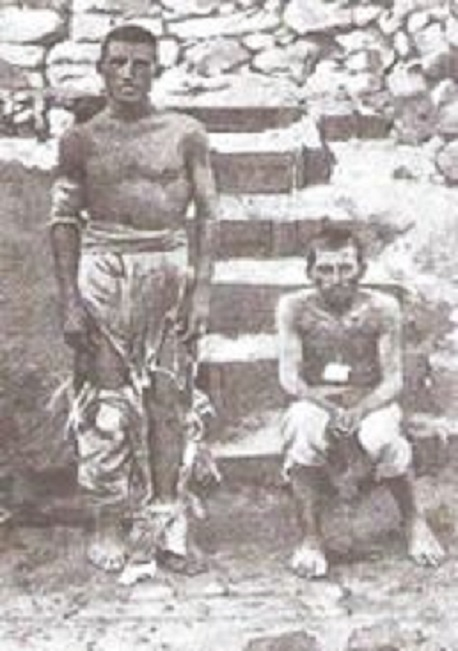
Deux prisonniers de guerre italiens, en captivité après la bataille d'Adoua.

Deux puissances européennes présentes dans la Corne de l'Afrique sont directement concernées par la victoire éthiopienne : le Royaume-Uni et la France ; la période suivant Adoua a mis en avant la rivalité entre ces deux États. À ces acteurs il faut ajouter le Soudan avec lequel l'empire éthiopien établit des relations pacifiques afin de contenir l'avancée de l'impérialisme européen.
Adoua vient gêner les ambitions britanniques sur le Nil. Peu de temps après la bataille, le gouvernement de Lord Salisbury annonce, devant la Chambre des communes, l'envoi d'une expédition menée par Lord Kitchener afin de relancer la conquête du Soudan. Le Royaume-Uni prévoit la création d'un vaste empire qui traverserait l'Afrique du nord au sud, du Caire au Cap, un projet en conflit avec celui de Paris. Les Britanniques, avant la bataille, ont imaginé (et espéré) une Éthiopie italienne « retirée de l'arène de l'impérialisme » ; en fait, ils craignent de possibles offensives françaises lancées depuis l'empire de Menelik.
Les inquiétudes britanniques sont confirmées par l'attitude adoptée par la France, qui a soutenu l'Éthiopie lors du conflit et qui s'attend à la collaboration de Menelik dans son projet d'empire transafricain allant de Dakar à Djibouti. Paris rêve d'une position sur le Nil blanc, totalement imprenable, d'où il serait possible de s'attaquer au Soudan mais également à l'Afrique orientale britannique. Selon Berhanou Abebe, l'importance de l'influence française en Éthiopie s'explique par la victoire d'Adoua ; en effet, les Français, réticents à reconnaître la domination des Britanniques en Égypte, ont à cœur d'empêcher les projets de Londres visant à annexer le Soudan. Par ailleurs, à la suite des discordes autour de Nice et de la Savoie, la France voit d'un mauvais œil « les connivences anglo-italiennes en mer Rouge ». Ainsi, Menelik II, dont le but est également de contrer l'avancée de la Grande-Bretagne, apparaît comme un allié sûr à qui la France s'empresse de livrer ses fusils Gras.
Menelik se trouve dans une situation délicate : il doit apporter son soutien à la France sans s'aliéner la Grande-Bretagne ou les mahdistes, tout en cherchant à étendre les frontières de l'empire. En fait, il compte dissimuler ses ambitions, coopérer avec tous ou du moins en donner l'impression, et finalement ne s'engager dans aucun camp. Après avoir signé avec un accord avec la France le 29 janvier 1897, l'empire éthiopien en conclut un second dès le lendemain, cette fois-ci secrètement, afin d'assurer le soutien de Menelik. Le negusse negest n'a pas l'intention de remplir ces obligations qui auraient détérioré ses relations avec le Soudan et fait de la Grande-Bretagne une ennemie. Durant les mois suivants, il ne fait aucun effort pour répondre aux attentes françaises ; malgré cela, ces discussions causent l'anxiété de Londres qui a également connaissance des contacts entre Menelik II et les Soudanais. Une mission dirigée par Rennel Rodd, un envoyé britannique, arrive à Addis-Abeba en avril 1897 et un accord secret est signé avec l'empire éthiopien qui accepte de ne pas livrer d'armes aux mahdistes en échange de la libre circulation de biens gouvernementaux passant par Zeilah. Durant leurs opérations, en septembre 1898, les Français menés par Marchand sont confrontés à un important détachement britannique devant lequel ils reculent : c'est l'incident de Fachoda. Cet évènement affecte gravement le prestige de la France aux yeux du negusse negest, même si les relations entre les deux pays restent bonnes.
Plusieurs auteurs s'accordent sur le « génie diplomatique » dont Menelik II a fait preuve après Adoua. Sa politique étrangère lui a permis de consolider le succès d'Adoua, sauvegarder les positions éthiopiennes sur tous les fronts, et obtenir des concessions territoriales et économiques de ses puissants voisins. À ce sujet, Berhanou Abebe estime que « la coalition franco-éthiopienne dans cette entreprise représente un tournant dans les relations internationales de l'Éthiopie et un succès politique dont les prédécesseurs de Menelik auraient rêvé ». Enfin, pour définitivement assurer sa stabilité territoriale, l'empire d'Éthiopie signe avec ses différents voisins des accords délimitant les frontières : le 20 mars 1897, un accord délimitant la frontière avec la colonie française de Djibouti, le 14 mai 1897, un accord délimitant la frontière avec la Somalie britannique, en 1900 avec l'Érythrée italienne, en 1904 avec le Soudan anglo-égyptien, enfin, en 1908 avec l'Afrique orientale britannique.

#### Répercussions au niveau international
« Défaite italienne en Abyssinie, après un combat désespéré ils [les Italiens] ont été finalement vaincus par une adversité implacable » : c'est ainsi que la une du New York Herald Tribune annonce, dès le 3 mars 1896, la nouvelle de la victoire éthiopienne qui est également annoncée en Europe puis dans le reste du monde : Adoua est un des rares faits historiques qui mette l'Éthiopie au centre du monde. La bataille n'est pas la première remportée par des troupes africaines contre une armée européenne, mais c'est la seule à mettre en échec l'entreprise coloniale,. Dans l'Afrique d'alors, l'Éthiopie reste le seul pays indépendant avec le Liberia, et le seul à le devoir à une victoire militaire,.

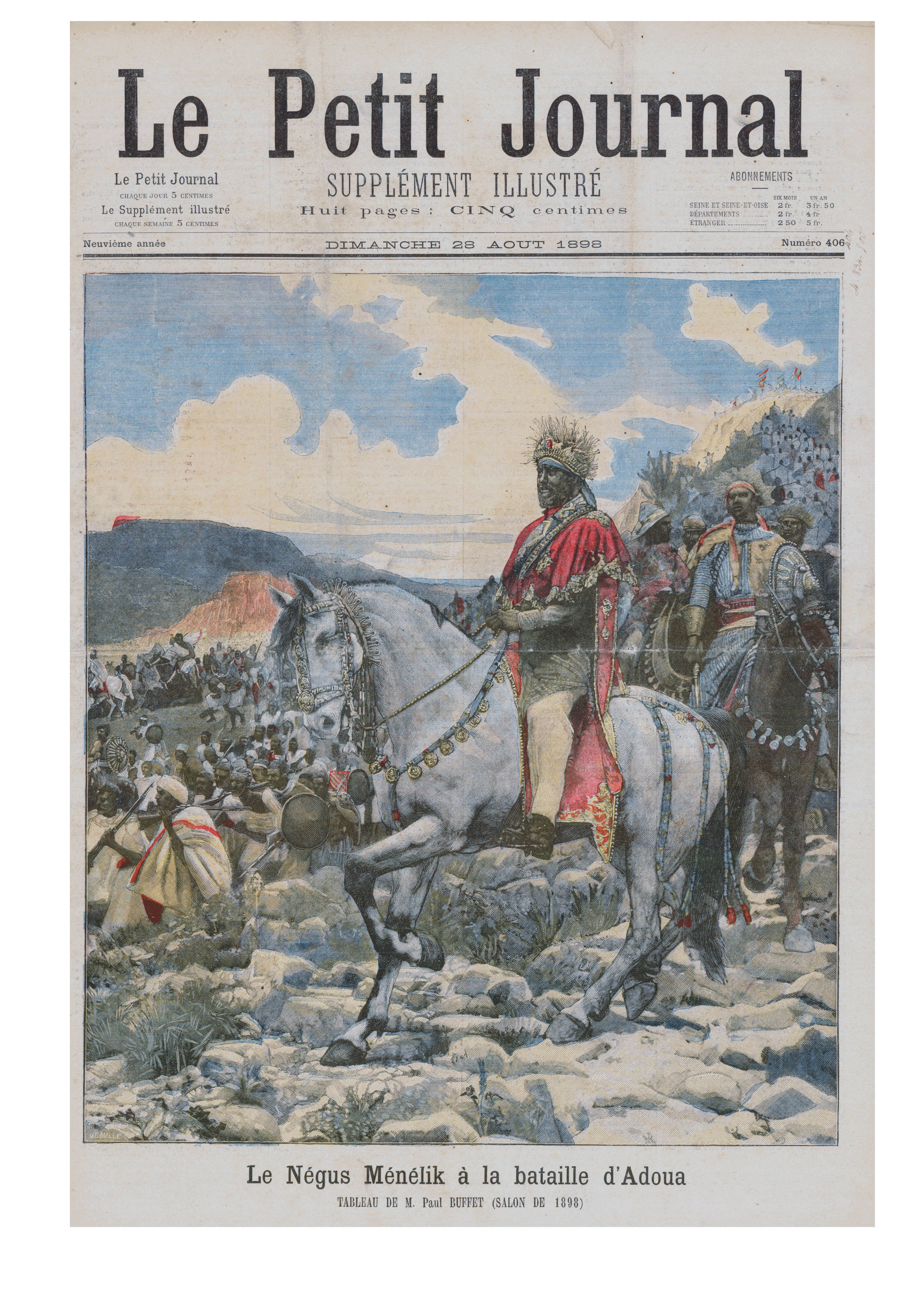
Menelik II représenté à la bataille d'Adoua dans Le Petit Journal (1898).

Les réactions sont évidemment différentes selon les intérêts nationaux, toutefois, la dimension « raciale » de la bataille lui donne un aspect particulier ; pour Bahru Zewde, la bataille d'Adoua anticipe de près d'une décennie la victoire du Japon contre la Russie en 1905, Paul B. Henze fait également ce parallèle en estimant par ailleurs que « ces défaites furent le début du déclin de l'Europe comme centre de la politique mondiale ». Bien que certains pays, tels que la Russie alors pro-abyssinienne et la France alliée de Menelik II, se réjouissent de la victoire éthiopienne, l'Occident a quand même du mal à accepter une « défaite de Blancs face à des Noirs ». Harold Marcus décrit comment l'Occident tente de justifier, par le sophisme, la défaite italienne :

« Puisque le racisme ne pouvait permettre aux Occidentaux de reconnaître que des hommes noirs pouvaient vaincre des Blancs, les Européens découvrirent soudainement que les Éthiopiens étaient des Caucasiens devenus noirs par leur exposition au soleil équatorial. Alors qu'auparavant les Éthiopiens étaient comme leurs frères africains des paresseux, ignorants et décadents, ils sont subitement devenus énergiques, éclairés et progressistes. […] Menelik, précédemment considéré comme un roitelet barbare, devint l'incarnation des vertus monarchiques, plein de sagesse et de sagacité. […] L'armée éthiopienne, jusqu'alors composée d'une foule de lâches, fut tout à coup présentée comme une force magnifique de tireurs héroïques. »

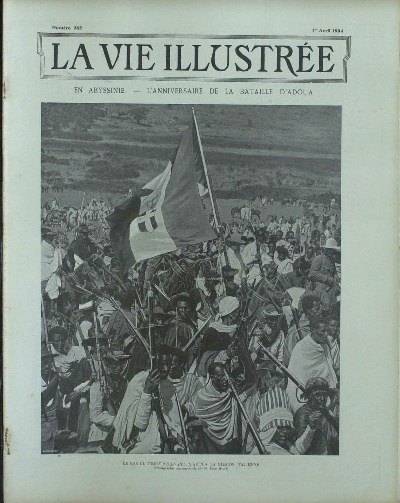
L'anniversaire de la bataille d'Adoua relatée dans La Vie Illustrée du 1 avril 1904.

L'empire éthiopien est devenu, au même titre que des pays tels que l'Iran ou le Japon, une des « anomalies acceptées dans un ordre mondial impérialiste ». L'attention portée à l'empire de Menelik II se traduit par l'arrivée de missions diplomatiques de France, de Grande-Bretagne, de l'empire ottoman, de Russie et des mahdistes du Soudan.
C'est néanmoins parmi les peuples africains colonisés et les Afro-Américains que la victoire éthiopienne suscite le plus d'enthousiasme. Le mouvement religieux de l'Ethiopianisme trouve en cette victoire une réalité contemporaine à une croyance basée sur des temps passés. La bataille affecte plusieurs générations puisque quarante ans plus tard, lorsque l'Italie déclenche une nouvelle guerre, de nombreuses églises dénommées « abyssinienne » ou « copte » font leur apparition parmi les communautés afro-américaines et d'importants fonds sont levés afin de venir en aide à l'empire éthiopien.
Le pays attire des intellectuels noirs d'outre-mer : le Haïtien Benito Sylvain, un des premiers apôtres du panafricanisme, est venu plusieurs fois en Éthiopie entre 1889 et 1906. Un Afro-américain d'origine cubaine, William H. Ellis, visite lui aussi l'Éthiopie en 1903 et en 1904 pour exposer divers projets de développement économique et d'établissement d'Afro-Américains. En 1911, l'écrivain de la Gold Coast J.E Casely Hayford publie l'un des premiers livres d'un intellectuel africain en langue anglaise, Ethiopia Unbound, avec la dédicace suivante : « Aux fils de l'Éthiopie du monde entier ». La bataille d'Adoua a eu en effet une influence sur les intellectuels afro-américains pour qui l’Éthiopie devient le centre d'une solidarité noire, définition qui n'atteindra le reste de la population afro-américaine que dans les années 1920 et 1930 avec l'influence de Marcus Garvey.

## Représentations artistiques de la bataille
Des divers domaines artistiques, l'art pictural est celui qui évoque le plus fréquemment la bataille. Les représentations de la bataille sont nombreuses et les premières peintures sont réalisées immédiatement après les faits ; rapidement de nombreuses œuvres ornent les églises les plus importantes d'Éthiopie. Les artistes ne signent pas ou très rarement leurs œuvres, ils considèrent cela comme un « acte d’arrogance impardonnable » ; ainsi, de nombreuses peintures sont anonymes. Plusieurs représentations sont étudiées par Richard Pankhurst qui est parvenu à les répartir en trois catégories :
- les premières peintures : de 1896 aux années 1920 ;
- les peintures des années 1920-1930 ;
- les peintures contemporaines : de la Libération à nos jours.

Les peintures sont influencées par la tradition éthiopienne, le pouvoir politique en place et les idéologies dominantes. Divers éléments sont présents dans la quasi-totalité des œuvres: un no man's land vertical et l'absence de grands vides. En ce qui concerne la représentation des armées, les Éthiopiens, les « bons », sont presque toujours à gauche et vus de face alors que les Italiens, les « mauvais », sont à droite et de profil ; néanmoins, diverses exceptions existent autour de cette règle.

### Les premières peintures: de 1896 aux années 1920

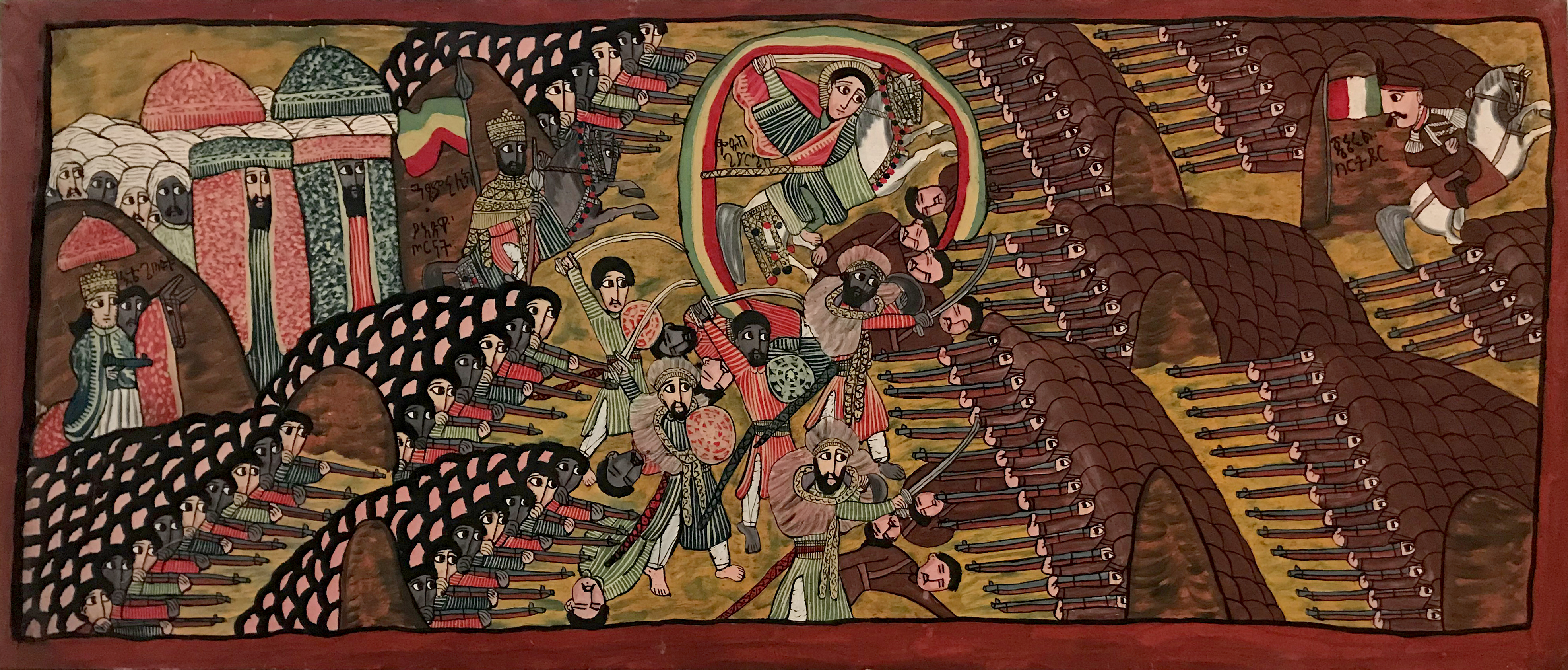
Art populaire éthiopien représentant la bataille d'Adoua.

Les premières peintures sont réalisées durant le règne de Menelik II, dès les lendemains de la victoire ; les deux principaux artistes de la période sont Aleqa Heruy et Aleqa Eleyas, « peintre officiel du gouvernement ». Les règles traditionnelles sont rigoureusement respectées : les troupes de Menelik se situent à gauche, la place réservée aux « bons », et sont peintes de face ; à l'opposé, à droite (le côté des « mauvais »), les Italiens sont représentés de profil, conformément à la tradition liturgique éthiopienne. Néanmoins, les bataillons érythréens, bien que combattant pour l'ennemi, sont vus de face, prouvant ainsi que les artistes les considèrent malgré tout comme Éthiopiens ; un no man's land vertical sépare les deux armées. Le drapeau éthiopien est déjà présent, en revanche, la forme rectangulaire n'est popularisée que vers la fin du règne du negusse negest, c'est sous forme de fanion qu'il est initialement visible.
Menelik II reste le personnage principal des œuvres, presque toujours placé en haut à gauche à cheval, parfois avec une couronne, parfois un chapeau. Son épouse, Taytu Betul tient le second rang. Souvent, un voile lui recouvre le visage ; sur une des peintures, aujourd'hui à la Smithsonian Institution, on peut lire une inscription à ses côtés : « Impératrice Taytu, Lumière d'Éthiopie » (en amharique : እቴጌ ጣይቱ ብርሃን ዘ ኢትዮጵያ). La bataille s'étant déroulée le jour de la Saint-Georges d'après le calendrier éthiopien, un troisième personnage est représenté : saint Georges qui apparaît en haut, au centre, à cheval et se dirigeant vers les Italiens.

### Les peintures des années 1920 à nos jours
À la suite de l’importance croissante prise par Tafari Mekonnen dans la vie politique éthiopienne à partir de 1920, et plus encore dans les années qui suivent son arrivée au pouvoir en 1930, les représentations de la bataille vont subir diverses modifications. Ras Mekonnen, père du negusse negest Haile Selassie, qui sur certains des tableaux ressemble fortement à son fils, commence alors à occuper une place grandissante. Menelik II perd sa place de personnage central tout comme Taytu, désormais véritable guerrière participant entièrement à la bataille. Les drapeaux éthiopiens ont sur toutes les œuvres une forme rectangulaire. La règle du no man's land vertical semble avoir disparu, les troupes sont parfois disposées en diagonale ; par ailleurs, les soldats éthiopiens originaires du sud sont vus de profil, probablement parce qu'ils ne sont pas chrétiens. Saint Georges est quant à lui toujours plus imposant.
Après l'Occupation, les œuvres sont marquées par le patriotisme éthiopien et l'unité nationale : saint Georges est à cheval sur un arc-en-ciel aux couleurs nationales, les commandants venant de toutes les régions de l'empire sont clairement reconnaissables. Les drapeaux éthiopiens envahissent la totalité des tableaux ; sur une des œuvres, on lit à côté de Taytu : « Impératrice Taytu Arbegna d'Éthiopie » (en amharique : እቴጌ ጣይቱ የኢትዮጵያ አርበኛ), le terme d'Arbegna désigne un résistant éthiopien mais également un patriote. Menelik change également de position, il ne s'implique plus totalement dans l'affrontement mais reste plutôt au loin en tant qu'observateur. Enfin, Ras Mekonnen garde sa place centrale ; sur un tableau on remarque qu'il porte le titre de Leul-Ras, un titre attribué par son fils à titre posthume.

## Culture populaire
- L'épisode final de la série Eyes of Wakanda prend pour cadre la bataille d'Adoua[95].